# 増田俊樹
増田 俊樹（ますだ としき、1990年3月8日 - ）は、日本の声優、俳優、歌手。広島県呉市出身。トイズファクトリー所属。

## 略歴
声優になったきっかけは高校生の頃に観ていたテレビアニメ『天元突破グレンラガン』、『コードギアス　反逆のルルーシュ』などの作品に大きく影響を受けて、「僕もこんなカッコいいことをやってみたい」という思いを持つ。以前から芸能界に憧れもあったが、多感な時期で顔を出すことに抵抗があり、「顔を出さない声優なら自分にも目指せるかも」と興味を持ったからである。ゲームなども好きだったため、こういった「ひたすらカッコいいアニメに出たい！」という気持ちが強かったという。
2008年、上京し、東京アナウンス学院放送声優科に入学。
2009年、在学中『ミュージカル・テニスの王子様』幸村精市役で俳優デビュー。
2010年9月、スペースクラフト・エンタテインメントの所属部門をメンズトラントセクションから声優部門に移動。10月よりラジオ『A&G ARTIST ZONE 2h』のアシスタントパーソナリティとなり、声優として活動を開始。
2011年4月、『遊☆戯☆王ZEXAL』の神代凌牙役でテレビアニメ初レギュラーを獲得。
2011年10月、文化放送『細谷佳正・増田俊樹の全力男子』のパーソナリティとなり、2012年2月に番組から誕生したユニット「MaxBoys」としてCDをリリース。
2011年11月より、恩師である速水奨原作の『S.S.D.S.~Super Stylish Doctors Story~』では新田龍之介役として参加、その後2012年『S.S.D.S.~愛の究極診断』では同役でアシスタントを担当。2015年からのリニューアル版では速水奨とともにメインMCを担当し2019年4月に番組を卒業するまで約7年間に渡り出演。
2012年、『ヌード・マウス』山下俊哉役で舞台初主演。
2013年、『サムライフラメンコ』の羽佐間正義役でテレビアニメ初主演。
2016年3月6日、バースデーイベントの趣向を変え、自身初となる構成・脚本・演出のプロデュースを手掛けた『おまえと芝居したいんじゃ!』act.0が開催され、成功を遂げた。
2017年、逆2.5次元プロジェクト『錆色のアーマ』にてW主演の織田信長役で5年ぶりの舞台出演。
2018年7月31日、スペースクラフト・エンタテインメントを退所し、フリーでの活動期間を経て同年11月1日、レコード会社であるトイズファクトリーに所属。
2019年、初の自身名義のCD「This One」をリリース。

## 人物
趣味はゲーム全般、料理、食べ歩き。特技はゲーム、水泳。家族構成は父、母、弟。
好きな漫画は、荒川弘の『鋼の錬金術師』や鈴木央の作品など。
パワースポットを訪れるなどスピリチュアル好きである。
音楽ルーツはギターロック。2021年9月29日発売の2ndアルバム『origin』ではギターロックを中心とした新曲10曲が収録されている。
声優業の師匠は速水奨。声優としてデビューする前からレッスンを受けており、速水の企画（『S.S.D.S』など）に出演している。

## 出演
太字はメインキャラクター。

### テレビアニメ
2011年
- 遊☆戯☆王ZEXAL（2011年 - 2014年、神代凌牙 / ナッシュ） - 2シリーズ

2013年
- アウトブレイク・カンパニー
- 俺の彼女と幼なじみが修羅場すぎる（新谷）
- 君のいる町（由良尊）
- サムライフラメンコ（2013年 - 2014年、羽佐間正義）
- 獣旋バトル モンスーノ（シックス）
- ジョジョの奇妙な冒険（軍人）
- プリティーリズム・レインボーライブ（2013年 - 2014年、仁科カヅキ、男子1、アナウンス）
- 波打際のむろみさん（増田くん）

2014年
- 超爆裂異次元メンコバトル ギガントシューター つかさ（ジャッキー・クン）
- ノラガミ（生徒A、生徒B）
- ハイキュー!!（2014年 - 2020年、縁下力） - 5シリーズ / 2015年に総集編『終わりと始まり』劇場上映
- 魔法戦争（牛若天道）
- レディ ジュエルペット（イケメン）

2015年
- 黒子のバスケ（葉山小太郎） - 2016年に『ウインターカップ総集編』劇場上映
- GATE 自衛隊 彼の地にて、斯く戦えり（2015年 - 2016年、仁科哲也、エルフ） - 2シリーズ
- ダイヤのA -SECOND SEASON-（若林豪）
- デュラララ!!×2 転（青年）
- ノラガミ ARAGOTO（阿部）
- 美男高校地球防衛部LOVE!（2015年 - 2016年、蔵王立） - 2シリーズ
- ふうせんいぬティニー（長男カラス）
- フューチャーカード バディファイト シリーズ（2015年 - 2018年、イカヅチ） - 2シリーズ
- ミス・モノクローム -The Animation- 3（そば美、男性）
- 山田くんと7人の魔女（宮村虎之助）
- ワンパンマン（2015年 - 2019年、チャランコ） - 2シリーズ

2016年
- エンドライド（エミリオ）
- 甲鉄城のカバネリ（来栖）
- ツキウタ。 THE ANIMATION（2016年 - 2020年、如月恋） - 2シリーズ
- 刀剣乱舞-花丸-（2016年 - 2018年、加州清光） - 2シリーズ
- ネトゲの嫁は女の子じゃないと思った?（バッツ）
- 灰と幻想のグリムガル（オグ）
- バッテリー（榎本）
- はんだくん（小路司）
- B-PROJECT シリーズ（2016年 - 2023年、釈村帝人） - 3シリーズ
- 腐男子高校生活（上田アキラ）
- 僕のヒーローアカデミア（2016年 - 2024年、切島鋭児郎、“個性”がサメの少年、為田の友人、パイロット、永白風統） - 7シリーズ
- リルリルフェアリル（2016年 - 2018年、ホッパー、アーティ、だんしゃく、スター、ジョンメケ、デット、ひい、ごえもん、アル先生、キリギリ、ピーコック先生、ストロベリー、草野光希 他） - 3シリーズ

2017年
- MARGINAL#4 KISSから創造るBig Bang（桐原アトム、北上悠希人）
- ひとりじめマイヒーロー（勢多川正広）
- イケメン戦国◆時をかけるが恋は始まらない（徳川家康）
- ナナマル サンバツ（近衛春臣）
- ベイブレードバースト ゴッド（ヴァイオレットアイ）

2018年
- アイドリッシュセブン（2018年 - 2023年、和泉一織） - 4シリーズ
- ダーリン・イン・ザ・フランキス（9'β）
- 朝だよ!貝社員（アカ貝、VR課長）
- Midnight Crazy Trail（シャウト）
- ラストピリオド -終わりなき螺旋の物語-（朔間零）
- イナズマイレブン アレスの天秤（2018年 - 2019年、吉良ヒロト） - 2シリーズ
- 働くお兄さん!の2!（アイ之錠先輩）
- 学園BASARA（徳川家康）
- グラゼニ（出村）
- ガイコツ書店員 本田さん（溶接マスク、明石T、仕入れ1、P社営業 男、KADOKAWA営業 T 他）
- 新幹線変形ロボ シンカリオン（2018年 - 2019年、カイレン）
- 1日外出録ハンチョウ / 中間管理録トネガワ（宮本〈黒服〉）

2019年
- W'z《ウィズ》（ミドリ / 奥池翠）
- エガオノダイカ（ヒューイ・マルサス）
- 火ノ丸相撲（加納彰平）
- なんでここに先生が!?（鈴木凛）
- KING OF PRISM -Shiny Seven Stars-（仁科カヅキ）
- あんさんぶるスターズ!（朔間零）
- 手品先輩（深村）
- ゾイドワイルド ZERO（2019年 - 2020年、クリストファー・ギレル）
- 厨病激発ボーイ（謎のメガネ / 生徒会長）
- スタンドマイヒーローズ PIECE OF TRUTH（新堂清志）

2020年 
- 妖怪学園Y 〜Nとの遭遇〜（2020年 - 2021年、雷堂メラ、阿須里衣斗、ムキムキキョンシー、ジョージ留科巣、モヒモヒブラザーズ）
- ぼくのとなりに暗黒破壊神がいます。（相津）
- 乙女ゲームの破滅フラグしかない悪役令嬢に転生してしまった…（2020年 - 2021年、シリウス・ディーク / ラファエル・ウォルト） - 2シリーズ
- 無能なナナ（渋沢ヨウヘイ）
- メジャーセカンド（国友真里男）
- 進撃の巨人（2020年 - 2022年、ポルコ・ガリアード） - 2シリーズ

2021年
- アイ★チュウ（レオン）
- 美少年探偵団（袋井満）
- さよなら私のクラマー（大塩耕平）
- ピーチボーイリバーサイド（ホーソン）
- 精霊幻想記（シン）
- メガトン級ムサシ（2021年 - 2023年、一大寺大和） - 2シリーズ
- ヴィジュアルプリズン（ディミトリ・ロマネ）

2022年
- 錆色のアーマ-黎明-（織田三郎信長）
- トライブナイン（梅田蘭吉）
- 殺し愛（リャンハ少年）
- ヒロインたるもの!〜嫌われヒロインと内緒のお仕事〜（DAI）
- 金装のヴェルメイユ〜崖っぷち魔術師は最強の厄災と魔法世界を突き進む〜（レクス・フォワード）
- ハナビちゃんは遅れがち（クマザワ、ナレーション）
- 悪役令嬢なのでラスボスを飼ってみました（セドリック・ジャンヌ・エルメイア）
- 夫婦以上、恋人未満。（天神岬波）
- 弱虫ペダル LIMIT BREAK（庭妻繁典）
- ポプテピピック TVアニメーション作品第二シリーズ（ピピ美〈第6話Bパート〉）
- VAZZROCK THE ANIMATION（如月恋）

2023年
- HIGH CARD（2023年 - 2024年、クリス・レッドグレイヴ） - 2シリーズ
- REVENGER（猪八）
- EDENS ZERO（ファイ）
- マッシュル-MASHLE-（シルバ・アイアン）
- ティアムーン帝国物語〜断頭台から始まる、姫の転生逆転ストーリー〜（キースウッド）

2024年
- 最強タンクの迷宮攻略〜体力9999のレアスキル持ちタンク、勇者パーティーを追放される〜（キグラス）
- 刀剣乱舞 廻 -虚伝 燃ゆる本能寺-（加州清光）
- 名探偵コナン（安達克之）
- 忘却バッテリー（清峰葉流火）
- ただいま、おかえり（松尾優人）

2025年
- Übel Blatt〜ユーベルブラット〜（ヴィド）
- 華Doll*-Reinterpretation of Flowering-（清瀬陽汰）
- ざつ旅-That's Journey-（ドリームスリーパー）
- 勇者パーティーを追放された白魔導師、Sランク冒険者に拾われる 〜この白魔導師が規格外すぎる〜（ウィル）
- カッコウの許嫁 Season2（そば美）
- ワンダンス（厳島伊折）

### 劇場アニメ
2010年代
- 星を追う子ども（2011年、村人）
- KING OF PRISMシリーズ（2016年 - 2025年、仁科カヅキ） - 5作品
- 劇場版 黒子のバスケ LAST GAME（2017年、葉山小太郎）
- 刀剣乱舞-花丸- 〜幕間回想録〜（2017年、加州清光）
- 僕のヒーローアカデミア THE MOVIEシリーズ（2018年 - 2019年、切島鋭児郎） - 2作品
- 甲鉄城のカバネリ 海門決戦（2019年、来栖）
- 歎異抄をひらく（2019年、唯円）
- 妖怪学園Y 猫はHEROになれるか（2019年、雷堂メラ）

2020年代
- HoneyWorks 10th Anniversary "LIP×LIP FILM×LIVE"（2020年、DAI）
- 復興応援 政宗ダテニクル 合体版＋（2021年、9代当主 伊達政宗）
- 映画 さよなら私のクラマー ファーストタッチ（2021年、下村）
- あんさんぶるスターズ!!-Road to Show!!-（2022年、朔間零）
- 劇場版アイドリッシュセブン LIVE 4bit BEYOND THE PERiOD（2023年、和泉一織）
- 劇場版 乙女ゲームの破滅フラグしかない悪役令嬢に転生してしまった…（2023年、ラファエル・ウォルト）
- 劇場版ハイキュー!! ゴミ捨て場の決戦（2024年、縁下力）
- RABBITS KINGDOM THE MOVIE（2024年、如月恋）
- メイクアガール（2025年、大林邦人）

### OVA
- 君のいる町（2012年 - 2014年、由良尊[110]） - コミックス第17・18・26・27巻DVD付き限定版
- 波打際のむろみさん（2013年、増田弟） - コミックス第9巻DVD付き特装版
- BLB（2014年、大門翔[111]）
- この男子、石化に悩んでます。（2014年、白木）
- 山田くんと7人の魔女（2014年、宮村虎之助[30]） - 原作第15巻限定版に付属
- 美男高校地球防衛部LOVE!LOVE!LOVE!（2017年、蔵王立[112]）

### Webアニメ
- イナズマイレブン アウターコード（2016年、吉良ヒロト）
- 政宗ダテニクル（2016年、9代当主伊達政宗）
- 機動戦士ガンダム Twilight AXIS（2017年、クァンタン・フェルモ[113]）
- 夢王国と眠れる100人の王子様 ショート（2017年、ジーク[114]）
- 衛宮さんちの今日のごはん（2018年、美綴実典）
- 何色の何（2018年、かなた[115]）
- 中卒労働者から始める高校生活（2018年、片桐真実[116]）
- デラックスだよ!貝社員（2019年、シジミ[117]）
- よしまほ（2021年、カイ[118]）
- コタローは1人暮らし（2022年、狩野進[119]）

### ゲーム
2011年
- BEYOND THE FUTURE - FIX THE TIME ARROWS -（ネイト・スールーヤ）
- 遊☆戯☆王ゼアル デュエルターミナル（神代凌牙）

2012年
- 恋は校則に縛られない!（瑞谷友介）
- ルーンファクトリー4（ダグ）

2013年
- 遊☆戯☆王ZEXAL 激突！ デュエルカーニバル！（神代凌牙）

2014年
- 乖離性ミリオンアーサー（第二型マルク 他）
- 奇妙な恋のシェアハウス（衛藤優貴）
- グランブルーファンタジー（2014年 - 2024年、スタン）
- 声カレ〜放課後キミに会いに行く〜（朝倉春輝）
- シチュエーションカレシ シリーズ第2弾 家デートカレシ（大樹）
- 戦国闘檄プロジェクト（伊達正宗）
- 相州戦神館學園 八命陣 天之刻（壇狩摩）
- 第3次スーパーロボット大戦Z 時獄篇
- テイルズ オブ ザ ワールド レーヴ ユナイティア（ナハト）
- 帝國カレイド-万華の革命-（吉峯螢）
- ハイキュー!! 繋げ!頂の景色!!（縁下力）
- プリズンプリンス〜逃げて、隠れて、恋をして〜（翠）
- プリンセス・クローゼット（東雲秋斗）
- Fate/hollow ataraxia（美綴実典）
- MARGINAL＃4 IDOL OF SUPERNOVA（桐原アトム）
- 嫁コレ（羽佐間正義）
- 私のホストちゃんS!（立花寿）

2015年
- アイ★チュウ（レオン）
- アイドリッシュセブン（2015年 - 2024年、和泉一織）
- あんさんぶるスターズ!（2015年 - 2020年、朔間零）
- イケメン戦国◆時をかける恋（徳川家康）
- クイズRPG 魔法使いと黒猫のウィズ（セイ・シラナミ）
- 黒子のバスケ 未来へのキズナ（葉山小太郎）
- 幻影異聞録♯FE（カイン）
- 5人の恋プリンス〜ヒミツの契約結婚〜（駒込順平）
- 終天のトロイメライ（ジャン）
- 神撃のバハムート（アゾード）
- 新選組が愛した女（原田左之助）
- 大正×対称アリス（かぐや）
- ツキノパーク（如月恋）
- 刀剣乱舞-ONLINE-（2015年 - 2023年、加州清光）
- 22のキスの意味（水原準）
- バンドやろうぜ!（巻宗介）
- 美男高校地球防衛部LOVE! GAME!（蔵王立）
- POSSESSION MAGENTA（橙山光介）
- ミミック〜omimi panic〜（ユキオ）
- 夢王国と眠れる100人の王子様（ジーク、朔間零、仁科カヅキ）
- 雷子（張郃）
- LOVE:QUIZ〜恋する乙女のファイナルアンサー〜（ウキョウ）

2016年
- AKIBA'S BEAT（立花アサヒ）
- 一血卍傑-ONLINE-（ヤマトタケル）
- WAR OF BRAINS（邪帝エグゼバグ、アシッド・ガンマン、破壊神プルート、千神兵、毒銃士ウェスタン）
- エンドライド-X fragments-（エミリオ）
- オオカミ姫（疾走の剣ゲルス、幻想王のアラジン、鬼士頭領カミヤ）
- オルタンシア・サーガ -蒼の騎士団-（グレアム）
- カクテル王子（ミスティアロワイヤル）
- きゅんPON!（守崎啓也）
- サモンナイト6 失われた境界たち（イスト）
- 真・女神転生IV FINAL（ハレルヤ）
- スクール・オブ・セイヴァーズ 〜聖剣使いの禁呪詠唱 ONLINE〜（月影忍）
- スタンドマイヒーローズ（新堂清志）
- 大正×対称アリス all in one（かぐや）
- DYNAMIC CHORD feat.apple-polisher（百瀬ひろと）
- 天下統一恋の乱 Love Ballad（真田幸村）
- ドラゴンハンターCOOP
- ノラネコと恋の錬金術（マシロ）
- ハイキュー!! Cross team match!（縁下力）
- VIIDOG CODE-ヴィドッグ・コード（斑目ナオト）
- ピリオドキューブ 〜鳥籠のアマデウス〜（メルゴー）
- ファンタジーアース ゼロ（投げやりな青年I、古風な少年I）
- 文豪とアルケミスト（国木田独歩）
- ボーイフレンド（仮）きらめき☆ノート（城戸戦治）
- 僕のヒーローアカデミア バトル・フォー・オール（切島鋭児郎）
- マジカルデイズ the Brats’s Parade（アキ）
- 猛獣たちとお姫様（イグナツィ）
- ワールドクロスサーガ -時と少女と鏡の扉-（キース）

2017年
- ファイアーエムブレム ヒーローズ（カイン、シャナン）
- 天空のクラフトフリート（雪村）
- 結ひの忍（白洲竜王）
- 白猫プロジェクト（ティガロ・ハウ）
- 幻霊物語 〜爆裂三国バトル〜（徐晃、于禁、周泰、顔良）
- 茜さすセカイでキミと詠う（在原業平）
- ツキノパラダイス。（如月恋）
- パラノーマルキス -Paranormal Kiss-（清水暁）
- ツキトモ。-TSUKIUTA.12 memories-（如月恋）
- 白と黒のアリス（スノウ）
- B-PROJECT 無敵*デンジャラス（釈村帝人）
- KING OF PRISM プリズムラッシュ！LIVE（仁科カヅキ）
- 旋光の輪舞2（ファビアン・ザ・ファストマン）
- 猛獣たちとお姫様 〜in blossom〜（イグナツィ）
- 帝國カレイド-革命の輪舞曲-（吉峯螢）
- センシル〜ファンタジー着せ替えバトル〜（黒江セイジ）
- ブレイジング オデッセイ（ルヴワール）
- 妖恋〜うつつで君と恋をする〜（紺之介）
- SIX SICKS（芳賀星一）
- デスティニーチャイルド（ミダス）
- オトメ勇者（スラッシュ）

2018年
- 幻獣契約クリプトラクト（マステマ）
- CARAVAN STORIES（ポロックス）
- アイドリッシュセブン Twelve Fantasia!（和泉一織）
- ねこ島日記（オス猫）
- 陰陽師 本格幻想RPG（2018年 - 2020年、山風、初翎山風）
- WolfToxic -オオカミ男に気をつけろ-（トーガ・リード）
- イケメン戦国◆時をかける恋 -新たなる出逢い-（徳川家康）
- 名探偵ピカチュウ（サイモン・イェン）
- マジェスティック☆マジョリカル vol.1（樫森光希）
- グラフィティスマッシュ（ジャック）
- アニドルカラーズ（千堂勝利）
- ミラクルニキ（ルイ）
- ダッシュ!（ケヴィン）
- New ガンダムブレイカー（シイナ・ユウキ）
- セブンズストーリー（カルド、ビャッカイ、ハルフォルク）
- 世紀末デイズ（宇都見冥、杉谷浩久）
- IDOL FANTASY（取手淳也）
- 僕のヒーローアカデミア One's Justice（切島鋭児郎）
- ドラガリアロスト（エリック、ジャン）
- プレカトゥスの天秤（カザ・スイレイ）
- 白と黒のアリス -Twilight line-（スノウ）
- スターリィパレット（辻石海都）
- イドラ ファンタシースターサーガ（ユリィ）
- でみめん（トラップ）
- 甲鉄城のカバネリ -乱- 始まる軌跡（来栖）

2019年
- 非人類学園 Extraordinary Ones（鍾馗）
- 龍が如く4 伝説を継ぐもの（PS4版）（谷村正義）
- 妖怪ウォッチ ぷにぷに（2019年 - 2022年、吉良ヒロト、一大寺大和）
- ゴシックは魔法乙女〜さっさと契約しなさい！〜（リギル）
- ダンキラ!!! - Boys, be DANCING! -（霧山おぼろ）
- ポケモンマスターズ / EX（2019年 - 2023年、ダツラ）
- パレットパレード（ジャン・フレデリック・バジール）
- 剣が刻（狗牙丸）
- キャプテン翼ZERO 〜決めろ!ミラクルシュート〜（肖俊光）
- Fate/Grand Order（2019年 - 2021年、マンドリカルド）
- 龍が如く ONLINE（谷村正義）

2020年
- 僕のヒーローアカデミア One's Justice 2（切島鋭児郎）
- あんさんぶるスターズ!! Basic / Music（2020年 - 2024年、朔間零） - 2作品
- ワールドフリッパー（ミゲル）
- アークザラッド R（ソル）
- 妖怪学園Y 〜ワイワイ学園生活〜（雷堂メラ）
- イナズマイレブン SD（吉良ヒロト）
- 遊戯王 デュエルリンクス（神代凌牙）
- 大正×対称アリス HEADS & TAILS（かぐや）

2021年
- 百鬼異聞録〜妖怪カードバトル〜（山風）
- 共闘ことばRPG コトダマン（2021年 - 2023年、ドゥレッドキャップ、ポルコ・ガリアード / 顎の巨人、切島鋭児郎）
- キャプテン翼 RISE OF NEW CHAMPIONS（肖俊光） - DLC追加キャラクター
- 逆転オセロニア（ラウムシュット）
- 僕のヒーローアカデミア ULTRA IMPACT（切島鋭児郎）
- ルーンファクトリー5（ダグ）
- ピーチボーイリバーサイド バトルサーガ（ホーソン）
- クッキーラン: キングダム（ヴァンパイア味クッキー）
- B-PROJECT 流星*ファンタジア（釈村帝人）
- メガトン級ムサシ（一大寺大和）
- HoneyWorks Premium Live（DAI）
- m HOLD'EM（クリス）

2022年
- 夢職人と忘れじの黒い妖精（トワ）
- キャプテン翼〜たたかえドリームチーム〜（イエニスタ）
- チョコットランド（ルシアス）
- エターナルツリー（ロミオ）
- 白夜極光（ジェノ）

2023年
- デュエル・マスターズ プレイス（鬼丸）
- モンスターストライク（ポルコ・ガリアード）
- 9 R.I.P.（紅華）
- 僕のヒーローアカデミア ULTRA RUMBLE（切島鋭児郎）

2024年
- 鳴潮（漂泊者）
- HIGH CARD -Color of the Pair-（クリス・レッドグレイヴ）

2025年
- 9 R.I.P. sequel（天堂紅華）

### ドラマCD
- ACTORS -Drama Edition- [EAST]（湯山靖隼）
- 憧れの職業シリーズCD vol.6 Policeman〈刑事〉編（青山真一）
- アニドルカラーズ RUSH! ドラマCDブック 〜初めての家族旅行〜（千堂勝利[254]）
- あんさんぶるスターズ!（朔間零[255]）※単行本第1巻ドラマCD付き特装版
- イケメン戦国◆時をかける恋 キャラクターソング & ドラマCD 第二弾（徳川家康）
  - イケメン戦国◆時をかける恋 シチュエーションCD 2nd Season
- 嘘つきボーイフレンド シリーズ（榊悠斗[256]）
  - 嘘つきボーイフレンド〜魅惑の南国ラブ・ミッション〜
  - 嘘つきボーイフレンド〜本気のボーイフレンド〜
  - ドラマCD「嘘つきボーイフレンド」
- S.S.D.S. 愛の生劇アワー THE ☆LIVE（新田龍之介）
- 穏やか貴族の休暇のすすめ。（ナハス[257]）
- 乙女ゲームの破滅フラグしかない悪役令嬢に転生してしまった…X（ラファエル・ウォルト）※Blu-ray第4巻特典ドラマCD
- COLORFUL5シリーズ（小鳥遊遥[258]）
  - ドラマCD COLORFUL5の日常
  - ドラマCD COLORFUL5の文化祭
  - ドラマCD COLORFUL5の結成秘話
- 君のいる町 ドラマCD「プレ・シーズン・ストーリー〜決意〜」（由良尊[259]）
- KIRIMIちゃん. in 肉協会（スペシャルver.）（カルビくん[260]） ※『シルフ』2016年8月号付録
- グランブルーファンタジー「臆病勇者と囚われの姫君」ディレクターズカット版（2015年、スタン）
- 黒子のバスケ（葉山小太郎）
  - 『僕たちのバイトの話です』※コミックス30巻同梱版 収録
- ゲス彼 VOL.3（オリビエ）
- 「月蝕のエゴイスト―愛しすぎて、壊したい―」〜白濁の空〜（玉衝[261]）
- 恋と弾丸（桜夜才臣[262]） ※『Cheese!』2020年7月号付録
  - 恋と弾丸 二人きり激甘編 ※『Cheese!』2021年7月号付録
- Corpse†Heart 2nd Night（ヴァレリー）
- コノ恋落チルベカラズ TRAP.1（向坂朝陽）
- こももコンフィズリー（安津見捺[263]）※『花とゆめ』2014年6号付録
- さくらノイズ（霧島成治） ※DL販売
- Shuffle 時を紡ぐ勇者たち vol.6 -陰陽師編-（安倍晴明）
- S+h シリーズ（沖田奈緒）
  - ボーカル&ドラマCD「Beautiful Dancer」Type-A、Type-B
  - ボーカル&ドラマCD「Juicy Cherry Pie」＜玲＆奈緒＞
- 旋光の輪舞2 オリジナルドラマCD Vol.1 ルキノ編（ファビアン・ザ・ファストマン[264]）
- 全力少年達のおうたCD 3年生ユニット ユズル&セナ（館花セナ[265]）
  - 全力少年達のとりあいCD 3年生ユニット ユズル&セナ
- 高橋さんが聞いている。（奈良くん[266]）
- 盾の勇者の成り上がり 14.5（フォウル[267]）
- ダンキラ!!! 公式コミック&ガイド ドラマCD付き（霧山おぼろ）
- ツキウタ。シリーズ（如月恋[268]）
  - ツキウタ。ドラマ!
  - ツキウタ。ドラマ!その2・5
  - 『月歌奇譚 夢見草』第1巻－夢語り・桜－
  - 『月歌奇譚 夢見草』第2巻－夢語り・月－
- ツキプロ日常小話集 闇鍋ドラマ 1（如月恋[269]）
- ディア♥ヴォーカリスト（レオード）
- ティアムーン帝国物語 〜断頭台から始まる、姫の転生逆転ストーリー〜（キースウッド[270]）
- てをつなごうよ（橘千花[271]） ※『別冊マーガレット』2017年6月号付属
- 天下統一恋の乱 Love Ballad ドラマCD 〜俺とお前の絆語り〜其の一 幸村・才蔵編（真田幸村）
- とある男子についての考察（一之瀬純太） ※DL販売
- 仲吉商店街、恋の湯 営業中! 2・3（志原健太[272]）
- 2回目のファーストキス ※DL販売
- HIGH CARD Volume 1（クリス・レッドグレイヴ[273]）
- ばけもの夜話づくし【幕間ノ怪】まどろみの夜話（蝶化身）※『月刊コミックジーン』2018年8月号付録
- 華Doll*（2019年‐、清瀬陽汰）
- Honeymoon vol.20（藤原要）
- ハンサム落語〜華語り〜（吟狐[274]）
- B-PROJECT KING of CASTE 〜Sneaking Shadow〜（ミカド as 釈村帝人）
- FlyME project『DRINK ME』（渦潮）
- ぼくのとなりに暗黒破壊神がいます。（相津[275]）
- 星空ホールへおいでよ♪ 2nd☆night（椿[276]）
- POSSESSION MAGENTA ドラマCD Vol.1 - 3（燈山光介）
- MARGINAL#4 ドラマCD　シリーズ（桐原アトム）
  - 「星降る夜に、新たな誓いを」
  - 「星降る夜の、スイートバレンタイン」
  - 「星降る夜の、ハロウィンパーティー」
  - 「星降る夜が、起こした4つの奇跡」
  - 「星降る夜の、クリスマス」
  - キミのハートにKISSを届けるCD IDOL OF STARLIGHT KISS Vol.1 アトム&ルイ
  - キミのハートにKISSを届けるCD IDOL OF STARLIGHT KISS 2 Vol.1 アトム&ルイ
  - ピタゴラス スペクタクルツアー シアター Vol.1 西遊記 act.アトム&シャイ&テルマ
  - 夜空に輝く星（アイドル）とふたりきりで過ごすCD MARGINAL#4 Starry Lover Vol.3 アトム
- ミッドナイトキョンシー 天頂遊戯 第壱ノ封印（朱々[277]）
- ミュージカルドラマCD スクミュ!! ときめき仮入部 Act.1 - 3（知千律）
- メイドが教える魔王学! ドラマCD「魔王とメイドの秘宝探検」（成我ルイ[278]）
- 妄想VoiceCD シリーズ（光源氏是清）[279]
  - おしかり男子CD〜if〜
  - なぐさめ男子CD〜if〜
- 桃色メロイック（瀧本成樹[280]）
- 山田くんと7人の魔女 オリジナルドラマCD〜朱雀高校ハロウィンパーティ〜（宮村虎之介[281]）
- 妖怪学校の先生はじめました!（入道連助[282]）
  - 妖怪学校の先生はじめました! 第2巻
- 龍の契〜白と黒の衝突〜（黒生龍久[283]）
- ワンパンマン マジCD DRAMA&SONG VOL.04（チャランコ[284]）
- キラボシチューン（天音柚葉）
- FABULOUS NIGHT（ソル[285]）

### BLCD
2014年
- できちゃった男子 シリーズ（2014年 - 2019年、弥）
  - できちゃった男子 ハングリー編
  - できちゃった男子 波留日編
  - できちゃった男子 ハラハラ編

- ひとりじめマイヒーロー シリーズ（2014年 - 2021年、勢多川正広）
  - ひとりじめマイヒーロー「たばことYシャツと嫁」※コミックス第3巻ドラマCD付限定版A
  - ひとりじめマイヒーロー番外編「メールとため息と夕ごはん」※『gateau』2014年9月号、2016年1月号付録
  - ひとりじめボーイフレンド
  - ひとりじめマイヒーロー
  - ひとりじめマイヒーロー2
  - ひとりじめマイヒーロー3
  - ひとりじめマイヒーロー4
  - ひとりじめマイヒーロー6巻特装版 CD付
  - TVアニメ「ひとりじめマイヒーロー」 ドラマCD Vol.1 〜メモリアル、ササ、ときどきトリオ〜
  - TVアニメ「ひとりじめマイヒーロー」 ドラマCD Vol.2 〜冬支度、メアリさん、ときどきBar〜

- ある小説家のノロケ話（鳴神隼人）

2015年
- 恋愛ルビの正しいふりかた（夏生）
  - 恋愛ルビの正しいふりかた ミニドラマCD ※『ディアプラス』2015年09月号付録

- 年頃のオトコノコとアレ（篠原）
- あまくてしんじゃうよ（安藤夢路）
- 犬と欠け月（2015年 - 2020年、黒後岳）
  - 犬と欠け月 -I love you to the moon and back-（黒後岳）

2016年
- ギヴン－given－ シリーズ（2016年 - 2021年、鹿島柊）
  - ギヴン-given-
  - ギヴン-given- ミニドラマCD ※『Cheri+』2016フユ号付録
  - ギヴン-given- 2
  - ギヴン-given- 3
  - ギヴン-given- 5
  - ギヴン-given- 5ミニドラマCD ※『Cheri+』2021年3月号付録

- 優男とサディスティック（高瀬一）
- 起きて最初にすることは（矢野公崇）
- いただきます、ごちそうさま（春）
- 彼らの恋の行方をただひたすら見守るCD「男子高校生、はじめての」シリーズ（2016年 - 2020年、五月女春惟）
  - 男子高校生、はじめての 〜第5弾 兄弟だから、何もない〜
  - 男子高校生、はじめての 2nd.after Disc〜GIFT〜
  - 男子高校生、はじめての 〜Summer vacation 2018〜
  - 男子高校生、はじめての オールコンビネーションCD vol.2

- 犬も喰わない（村田）
- それから、君を考える（タカシ）
- 国民的スターに恋してしまいました（真中旬）
- 赤松とクロ（赤松静）

2017年
- セックスフレンズ（チエト）
- 泥中の蓮（橘元春）
- 秋山くん-新装版-（2017年 - 2022年、佐野智美）
  - 秋山くん second
  - 秋山くん final

- ようこそ！BL研究クラブへ（幡祐介）
- 理解できない彼との事（佐藤駒ケ丈）
- 簡易的パーバートロマンス シリーズ（2017年 - 2022年、宇月翔）
  - 簡易的パーバートロマンス 1
  - 簡易的パーバートロマンス 2
  - 簡易的パーバートロマンス 3
  - 理性的パーバートロマンス（宇月翔）
  - 簡易的パーバートロマンス 4

- ラベルド・タイトロープ・ノット（2017年 - 2020年、瀬田榛臣）
  - ラベルド・タイトロープ・ノット 番外編 happy assort ※DL販売
  - ラベルド・タイトロープ・ノット retie

2018年
- 恋と性と魔法の作用（2018年 - 2019年、佐倉翔太 / 保科三聡）
  - 性と体と恋の反作用

- キューピッドに落雷（2018年 - 2020年、藤々木蒼生）
  - キューピッドに落雷 追撃

- ストレイバレットベイベー（本名清春）
- エンプティースイーティー（藤原牧都）

2020年
- ハッピークソライフ（2020年 - 2024年、葛谷善行）
  - ハッピークソライフ2
  - ハッピークソライフ3
  - ハッピークソライフ 東京編

- 俺は頼り方がわかりません（清宮）
  - 俺は頼り方がわかりません 3巻 限定版CD付

- 嫌いでいさせて（2020年 - 2025年、土屋葉月）
  - 嫌いでいさせて2
  - 嫌いでいさせて ※コミックス第3巻アニメイト限定セット
  - 嫌いでいさせて3
  - 嫌いでいさせて4
  - 嫌いでいさせて5
  - 嫌いでいさせて6

2021年
- 鯛代くん、君ってやつは。（鯛代慧真）
- 愛されたがりのサーフェイス（春日井圭）
- パーフェクトプロポーズ（渡浩国）
- 運命の番がお前だなんて（獅子倉悠）
  - 運命の番がお前だなんて ミニドラマ ※『ディアプラス』2021年8月号付録CD

- 囀る鳥は羽ばたかない7（2021年－2023年、神谷）
  - 囀る鳥は羽ばたかない8

2022年
- 壬生の番い（沖田総介）
  - 壬生の番い ※コミックス下巻ドラマCD付き特装版

- セックスドロップ（2022年－2023年、黒木鎮）
  - セックスドロップ

- 夜はともだち（飛田）
- 甘えたい獣（水瀬新）
- 会長、イイコはもう終わり（飛騨勇成）

2023年
- ひみつの朝にはキスの雨　上+下（鳩ヶ谷洋）※アニメイト限定セット書き下ろしシナリオドラマCD付
- バーチャルくんはおとなりさんから逃げたい（2023年－2024年、小早川晴）
  - バーチャルくんはおさななじみを希う

- 推し配信者の密接ＡＳＭＲ（アオイ、※データ配信）

- ロスタイムに餞を（早坂桐生）
- 慈と善（七森善）
- 躾けてとかして暴いて愛でて（御門清春）
- ふたりあそび（2023年－2025年、三上鷹）
  - ふたりあそび2

- かりそめビッチ南くん～つづきの話～（小野寺綾斗）
- 友達はキスしない！（染谷隼人）
- 伝説のヤリチンVS鉄壁の尻穴（瀬那未波）

2024年
- さんかくトワイライト（原一慶）
- 裏切り者のラブソング（2024年－2025年、ジーノ）
  - 裏切り者のラブソング2

- おやすみ、またね。ましろくん。（王子谷理人）
- ヤンキーはなちゃんの猫かわいがり彼氏（小田切華丸）
- ドアの向こうにはロマンス（加賀美京介）
- 腐男子召喚 〜異世界で神獣にハメられました〜2（飛龍）

2025年
- ちぐはぐなキス（笹原碧）
- まって、好き。（久我蒼生）

### 朗読・シチュエーションCD
- YES×NO4（北條朔也）
- エスエムタウン 第1弾 〜高校生 相楽智也&村重保 編〜（相良智也 / 村重保）
- オネェパラダイス 書道家 玄岩院静（玄岩院静）
- 官能昔話7 〜日本昔話〜（見習い案内人）
- 官能昔話8 〜お姫様物語〜
- 銀河アイドル超カレシ 01.水星のオリビエ（オリビエ[319]）
- Calling,Darling（早志太陽[320]）
  - Calling,Darling 番外編ミニドラマ ※DL販売
- 大正吸血異聞 第三夜（比奈森凪[321]）
- THANATOS NiGHT Vol.2（ニア）
  - THANATOS NiGHT Re:Vival Vol.2
- つまりはLOVEということで1-A（夏目柚希[322]）
  - つまりはLOVEということで1-B
- なでなでCD-Another-ヤンデレ悪魔ちゃんがよしよし（悪魔:ダンタリオン）
- ね語男子 其の九・十九
- 猫と男子（森村崇[323]）
- V.S☆Rhapsody!! Vol.1 ガトー（ガトー[324]）
- ひめのかぞくをしょうかいします! 〜とうやおにいちゃんといっしょ!〜（冬哉[325]）
- FRESH KISS 100% 5th Twinkle（白鳳イクト[326]）
- 妄想彼氏—オオカミペットくん—（ナオヤ[327]）
- 余命彼氏vol.3 -幼き日の約束-（穣）
- Rear pheles -Rost memory- Vol.3 十条希空（十条希空）
- リュシオルの姫 第2日目（ネウロ・パプテスマ[328]）
- 朗読喫茶 噺の籠 〜あらすじで聴く文学全集〜 屋根裏の散歩者/夜長姫と耳男/女生徒[329]

### ラジオドラマ
- 君色ストーリア（西園寺尊[330]）

### 吹き替え

#### 映画
- あなたがここにいてほしい（ルオ・ティンユー[331]）
- エクスペンダブルズ ニューブラッド（ガラン〈ジェイコブ・スキピオ〉[332]）
- ギヴァー 記憶を注ぐ者（ジョナス〈ブレントン・スウェイツ〉）
- ジョン・ウィック:コンセクエンス（ヴァンサン・ビセ・ド・グラモン侯爵〈ビル・スカルスガルド〉[333]）
- ダンケルク（アレックス〈ハリー・スタイルズ〉[334]）
- ドクター・ドリトル（アーサー[335][336]）
- ドント・ウォーリー・ダーリン（ジャック〈ハリー・スタイルズ〉[337]）
- ブリングリング（マーク〈イズラエル・ブルサール〉[338]）
- ミス・ペレグリンと奇妙なこどもたち（イーノック〈フィンレー・マクミラン〉）

#### ドラマ
- イカゲーム シーズン2（サノス〈チェ・スンヒョン〉[339]）
- ウェイワード・パインズ 出口のない街（ベン・バーク〈チャーリー・ターハン〉[340]）
- ガール・ミーツ・ワールド（ブランドン）
- コッソンビ 二花院の秘密（イ・チャン / 国王〈ヒョヌ〉[341]）
- サンタクローズ ザ・シリーズ（カル〈オースティン・ケイン〉[342]）
- シリコンバレー狂騒曲（ステファン・パターノット〈ダコタ・シャピロ〉[343]）
- 超能力ファミリー サンダーマン（マックス・サンダーマン〈ジャック・グリフォ〉[344]）
- トリンケット 〜小さな宝物〜（ルカ〈ヘンリー・ザガ〉）
- ニュースルーム シーズン3（ボー）
- ハンニバル シーズン1 #4（C.J.リンカーン〈オースティン・マクドナルド〉）
- 花郎（カンソン〈チャン・セヒョン〉）
- ミスター・メルセデス（ブレイディ・ハーツフィールド〈ハリー・トレッダウェイ〉）
- ミズ・マーベル（カムラン〈リッシュ・シャー〉[345]）
- 六龍が飛ぶ（ムヒュル〈ユン・ギュンサン〉）

#### アニメ
- ブレイベスト・ウォリアーズ（2019年、クリス[346]）
- ジュラシック・ワールド/サバイバル・キャンプ（2020年、ケンジ・コン[347]）
- 天官賜福（2021年、裴宿[348]、阿昭） - 2シリーズ[一覧 20]
- マスターオブスキル For the GLORY（2023年、季冷[349]）
- バイオハザード デスアイランド（2023年、JJ）
- 烈火澆愁（2024年、張昭 / チャン・ジャオ[350]）
- ヨウゼン（2025年、ジンコウ[351]）
- 転生宗主の覇道譚 〜すべてを呑み込むサカナと這い上がる〜（2025年、樊凌霄〈ファン・リンシャオ〉[352][初出 1]、流鋒芒〈リウ・フォンマン〉[352][初出 6]）

### デジタルコミック
- VOMIC ワールドトリガー（迅悠一[353]）
- MOTION COMIC Manga2.5「となりの柏木さん」（草野和樹）
- MOTION COMIC Manga2.5「猫絵十兵衛　御伽草紙」（十兵衛）
- GANMA! ムービングコミック 人形峠（関翼）
- 恋人ですけん！〜大型犬は手が早い（松山昴[354]）
- 恋と弾丸（桜夜才臣[355]）
- 忘却の僧侶（サイトウ[356]）
- Fate/Grand Order 藤丸立香はわからない（マンドリカルド[357]）
- カドカワストア.TV パパ×パパ～αとΩで夫夫やってます～（2022年 - 2023年、田中こーすけ）[358][359]
- カドカワストア.TV 推し配信者の密接ASMR（2023年、アオイ） [360]
- 親愛なるオメガへ（2023年、長尾慧星）[361]
- カドカワストア.TV スモークブルーの雨のち晴れ（2023年、久慈静）[362]

### ラジオ
※はインターネット配信。
- A&G ARTIST ZONE 2h（2010年 - 2011年、超!A&G+※、月曜〜木曜アシスタントパーソナリティー）
- 細谷佳正・増田俊樹の全力男子（2011年 - 2013年、文化放送）
- Rejet Presents ダミーヘッドマイク妄想ラジオ LOVE★BOMBER（2013年、音泉※）
- S.S.D.S.〜愛の究極診断（エクストリーム・テラー）（2014年 - 2015年、ニコニコ生放送※）
- 魅惑ツアーズ <島﨑信長&増田俊樹 編>（2014年、アニメイトTV※）
- 月蝕のエゴイスト カウントダウンラジオ（2014年、5pb※）
- 前野智昭・増田俊樹のMission:WM（2014年、文化放送・超!A&G+※）
- 増田俊樹と石井マークのRADIO MASTER,ON YOUR MARC(S)!（2014年、音泉※）
- 羽多野渉・増田俊樹のR-chuuuns!（2014年 - 2015年、超!A&G+※・AG-ON※）
- 魅惑ツアーズ <増田俊樹&石井マーク 編>（2014年 - 2015年、アニメイトTV※）
- ラジオ「あんさんぶるスターズ!」〜夜闇の魔物に怯える子猫〜（2015年、音泉※）
- 速水奨×増田俊樹の貴方を癒すラジオ〜白衣でささやいて〜（2015年 - 、ニコニコ生放送※）
- モンハンラジオ モンスターハンタークロスステーション（2015年 - 2016年、モンスターハンター公式サイト※・ポッドキャスト※・音泉※）[363]
- スタパレディオ（2016年、2018年 - 2019年、HiBiKi Radio Station※）[364]
- レコメン*アンビシャス（2016年 - 2017年、B-PROJECT〜鼓動＊アンビシャス〜公式サイト※）
- エンドラジオ!! 〜小野&増田のエンドラ冒険譚〜（2016年 - 2017年、アニメBlu-ray/DVD特典）
- アニメ『刀剣乱舞-花丸-』WEBラジオ 「安定・清光の『花丸通信』」（2016年、アニメイトタイムズ※・音泉※・HiBiKi Radio Station※）[365]
- ボイきら放送局＠星蘭学院（2016年 - 2017年、アニメイトタイムズ※）[366]
- ラジオMARGINAL#4〜アトムとルイのらじふぉー〜（2017年、音泉※）[367]
- 増田俊樹・村上喜紀のオーシャンスピリット（2017年 - 2023年、ラジオ大阪）
- 西武鉄道 presents 平田広明・増田俊樹のこえさんぽ。（2017年 - 2018年、文化放送）
- BAR Dear+（2017年、超!A&G+※）
- WEBラジオ ぞく!『花丸通信』（2018年、アニメイトタイムズ※・音泉※・HiBiKi Radio Station※）[368]
- 増田俊樹・古川慎のごりやく☆研究所（2019年 - 2021年、KBS京都ラジオ・radiko※・ニコニコチャンネル※）
- 増田俊樹 三十路目指しまーす!（2019年、マンガPark※）
- 増田俊樹 Between the Sheets（2021年 - 、ニコニコチャンネル※）[369]
- 増田俊樹　今日も1年生（2023年 - 、ラジオ大阪・OPENREC.tv※）

### ラジオCD
- ラジオ「あんさんぶるスターズ! 〜夜闇の魔物に怯える子猫〜」DJCDコレクション
  - DJCDコレクション Trial Version
  - DJCDコレクション Vol.1・3
- 近藤隆のももんがあッCD 増田俊樹の弁
- ステラ☆ステーション vol.1[370]
- 「刀剣乱舞-花丸-」 DJCD 安定・清光の花丸通信 其の一
- 続「刀剣乱舞-花丸-」 DJCD ぞく! 花丸通信
- BAR Dear+ 録り下ろしCD
- ラジオCD「僕のヒーローアカデミア ラジオ オールマイトニッポン」 Vol.4・5
- DJCD「細谷佳正・増田俊樹の全力男子〜はじめまして篇〜」
- DJCD「細谷佳正・増田俊樹の全力男子〜また会えましたね篇〜」
- DJCD「細谷佳正・増田俊樹の全力男子〜君と僕たちの思い出篇〜」
- ラジオ MARGINAL#4 〜アトムとルイのらじふぉー〜 ラジオCD
- 増田俊樹・村上喜紀のオーシャンスピリット ラジオCD おまけのおまとめCD 1 - 3

### ナレーション
- すみっコぐらし展 〜5周年でもここがおちつくんです〜 紹介アニメ（2017年）
- あにレコTV（2017年10月10日 - 2019年2月25日、テレビ東京）
- WOWOW「人気声優が読む♪WOWOWイチオシ番組宣伝」（2017年）[371]
- 花王「ビオレTEGOTAE.」商品紹介動画（2019年）
- 「Fate/Grandprix Order in 宝塚記念」オリジナルムービー（2020年、マンドリカルド[372]）
- ナショナル ジオグラフィック「解明！聖書に秘められた太古の謎」（2021年）[373]
- テレメンタリー2023「原爆資料館 閉ざされた40分〜検証G7広島サミット〜」（2023年6月10日、テレビ朝日・広島ホームテレビ制作）

### テレビ番組
※はインターネット配信。
- モテ福（2013年6月 - 2015年、テレ玉）ゴロー、天狗小太郎、コミ☆ケイ（声の出演）※不定期
- 美男高校地球防衛部LOVE!ニコ生!〜バトルナマァーズ〜（2014年12月11日 - 2017年7月27日、ニコニコ生放送※）
- 黒田崇矢のかかってこんかい！with増田俊樹（2016年4月22日 -  2017年4月14日、dアニメストア※）
- 増田俊樹と畠中祐のTSK（2017年10月18日 - 2021年7月29日、ニコニコチャンネル※）

### テレビドラマ
- 声優探偵 第2話（2021年3月13日、テレビ東京） - マスダトシキ、マスダユウキ 役
- パティシエさんとお嬢さん（2022年1月 - 2月、テレビ神奈川他） - 功至 役[374]

### Webドラマ
- ウルトラマンレグロス（2023年、アルビオの声[375]）

### 実写映画
- パティシエさんとお嬢さん（2022年5月6日、トリプルアップ）- 功至 役

### 映像商品
- アイドリッシュセブン 1st LIVE「Road To Infinity」
- アイドリッシュセブン 2nd LIVE REUNION
- アイドリッシュセブン5 （特装限定版）【Blu-ray】
- アイドリッシュセブン7 （特装限定版）【Blu-ray】
- あんさんぶるスターズ! 私立夢ノ咲学院ドリームフェスティバル[376]
- あんさんぶるスターズ! Starry Stage 2nd 〜in 日本武道館〜
- Original Entertainment Paradise 2012 PARADISE@GoGo!! 神戸ワールド記念ホール（※MaxBoys名義）
  - Original Entertainment Paradise -おれパラ- 2021 TERMINAL
- KUROBAS CUP 2015[377]
- 朗読劇 PSYCHO-PASS サイコパス -ALL STAR REALACT-
- 錆色のアーマ【DVD】
  - 「錆色のアーマ」 -繋ぐ- 【DVD】
- 人狼バトル〜人狼VS探偵〜[378]
- S.S.D.S.
  - DVD 8「2011 秋もたっぷり診察会」（第14回診察会）
  - DVD 10「2014 S.S.D.S歌謡祭」（第17回診察会）
- セカイ系バラエティ 僕声
  - セカイ系バラエティ 僕声 シーズン2
  - セカイ系バラエティ 僕声 FESTIVAL 2018〜僕らはこのステージからセカイを救えるのか？〜
- 7 Meet A Anthos* Stage Event 2021[379]
- 地球戦士ゼロスMOVIE EDITION（戎ジン/暗黒戦士ザクス）
- ツキウタ。春のファン祭り 2014
- ツキウタ。THE ANIMATION イベント 月歌夏祭り
- 刀剣乱舞-花丸- スペシャルイベント 花丸◎日和! DVD[380]
- 続『刀剣乱舞-花丸-』スペシャルイベント 花丸◎まつり DVD[381]
- 刀剣乱舞-花丸- スペシャルイベント 花丸*春一番！
- ときめきレシピ 執事レストランへようこそ 〜柿原徹也&増田俊樹〜
- 西山宏太朗の健やかな僕ら 4
- 西山宏太朗の健僕ピース！ 3[382]
- 江口拓也の俺癒＆西山宏太朗の健僕 有明と調布の旅
- 二十歳のエチュード
- B-PROJECT〜鼓動*アンビシャス〜 BRILLIANT*PARTY[383]
- B-PROJECT SUMMER LIVE2018 〜ETERNAL PACIFIC〜[384]
- B-PROJECT〜絶頂*エモーション〜 SPARKLE*PARTY
- VISUAL PRISON 1st GIG -RED MOON-[385]
- ひとりじめマイヒーロー スペシャルイベント「HOME PARTY!」
- 美男高校地球防衛部LOVE!LIVE!
- 美男高校地球防衛部LOVE!LOVE!ALL STAR!
- 美男高校地球防衛部LOVE! FINAL!
- 【MARGINAL4】ピタゴラスプロダクション“Big Bang Fes”
- 増田俊樹と小林千晃の華麗なるレシピ！
- 増田俊樹・村上喜紀のオーシャンスピリット うみたま祭り 海行こっ！スペシャル in 鴨川シーワールド〜インスタ映えツアー〜
- 増田俊樹・村上喜紀のオーシャンスピリット 釣りいこっ！ in 城ヶ島
- DVD&DJCD「魅惑ツアーズ 島崎信長＆増田俊樹編」前編・後編
- DVD&DJCD「魅惑ツアーズ 増田俊樹＆石井マーク編」前編・後編
- Rejet Fes.
  - 2014 DISCOVERY DVD
  - 2016 -ONLY ONE- DVD
  - 2018 -FOCUS-
  - 2019 ORIGIN

### 舞台
- ミュージカル テニスの王子様 - 幸村精市 役
  - The Final Match 立海 First feat.四天宝寺（2009年7月 - 10月、日本青年館 他）
  - The Final Match 立海 Second feat.The Rivals（2009年12月 - 2010年3月、日本青年館 他）
  - Dream Live 7th（2010年5月、神戸ワールド記念ホール・横浜アリーナ）
- コントンクラブ image3（2010年6月9日 - 13日、シアターサンモール）
- abc★赤坂ボーイズキャバレー 〜心ごと脱げ!〜（2010年8月 - 9月、赤坂ACTシアター 他） - 小宮山淳平 役
- 『メモ・リアル』 the PARTY!（2011年1月8日 - 23日、ヤクルトホール 他）
- 増田俊樹-二十歳のエチュード-（2011年3月4日 - 6日、ウッディシアター中目黒）
- 少年ハリウッド（2011年4月17日、全労済ホール スペース・ゼロ） - 日替わりゲスト
- 『メモ・リアル』 the THEATRE!（2011年9月18日 - 10月2日、全電通ホール 他）
- リバースヒストリカ（2011年11月23日 - 27日、シアターサンモール） - 小橋慶二（明智光秀） 役
- ヌード・マウス（2012年1月24日 - 29日、赤坂レッドシアター） - 山下俊哉 役
- 錆色のアーマ（2017年6月、AiiA 2.5 Theater Tokyo 他） - 織田信長 役
- 『錆色のアーマ』-繋ぐ-（2019年6月、銀河劇場 他） - 織田信長 役[386]

### 朗読劇
- 朗読劇 ヒア・カムズ・ザ・サン（2016年4月、DMM VR THEATER） - トシくん 役
- 朗読劇×オーケストラ「星の王子さま」初演（2017年1月7日、調布市グリーンホール） - 王様、ビジネスマン[387] 役
  - 朗読劇×オーケストラ「星の王子さま」再演（2017年7月9日、調布市グリーンホール） - ビジネスマン[388] 役
- 朗読劇 ライブドラマシアター「天つ風、飛鳥に散る花 〜蘇我入鹿の物語 陽／月〜」（2019年9月1日、オリンパスホール八王子） - 山背大兄王 役
- 声優朗読劇フォアレーゼン「伊香保幻視譚〜黄金の湯は見つめていた〜」（2022年3月5日、渋川市民会館 大ホール） - 男、マスター 役[389]
- 朗読劇 鬼の花嫁（2023年11月19日、はまぎんホール ヴィアマーレ） - 鬼龍院玲夜 役

### オーディオドラマ
- 放課後カタストロフィ（2015年、有義園ダンテ[390]） ※単行本第2巻特典QRコード
- nowisee アルバム『reALIVE』初回限定盤 ボイスドラマ「52Hz-D side-」（2017年、ジェイ[391]） ※ダウンロードシリアルナンバー封入
- 異世界から聖女が来るようなので、邪魔者は消えようと思います（2022年、ウィリアム・フォン・シャンゼル[392]）

### CM・PV
- 『囚獄のヴァニタス』 PV（2016年、笘篠世恢’）
- 『トラップ×トラップ』 CM（2017年[393]）
- 『四十七大戦』 PV（2017年、島根さん[394]）
- ジー・サカイ「SABI NYAIFE KITCHEN2」 CM（2018年）[395]
- 「VISUAL PRISON×萩の月」限定パッケージコラボCM（2021年、ディミトリ・ロマネ）
- 日清焼そばU.F.O.×UNDEAD WebCM「濃い濃い濃厚ソースに酔いしれろ 篇」（2022年、朔間零）
- 『エンド・オブ・アルカディア』 PV（2022年、一之瀬秋人[396]）
- 『ブラックシープ』PV（2022年）[397]
- 『異世界から聖女が来るようなので、邪魔者は消えようと思います』PV（2022年、ウィリアム・フォン・シャンゼル[398]）
- 『ファントムバスターズ』第4巻発売記念PV（2024年、多聞康太郎[399]）

### その他コンテンツ
- 声優ボイスブログ「こえぶろ」（マリン・エンタテインメント：2013年3月 - 12月）
- ボイスブログ「戯れ言葉っか」（VAB-Voice Actor Blog- 声優ボイスブログポータルサイト）[400]
- 増田俊樹2011年カレンダー（2010年、トライエックス）
- エーザイ チョコラBB ローヤル2「速攻カワイイキャンペーン」応援ボイス（2016年、町田亮[401]）
- アニメイトオンラインショップオリジナル企画「君の声で始まる未来」（2016年、堂島亨[402]）
- Dear Birthday〜声で贈るプレゼント〜（2017年、牡羊座[403]）
- リリィ、さよなら。 コンセプトミニアルバム『僕らのポラリス』 朗読（2017年）[404]
- 溺愛ボイスドラマ×ベリーズ男子（2018年、上条聖（「キミは許婚」パート））
- 日清カップヌードル エスニックシリーズ「ヌードル食べコール」（2018年、黒胡椒蟹[405]）
- ST-X 2018年12月 番宣部長[406]
- 妄想！わがまマンガ（2019年2月16日、フジテレビ、佐藤流司の声[407]）
- 『フラレガール』ボイスカード（2020年、後藤彩文[408]） ※『花とゆめ』2020年12・13合併号、2021年18号、コミックス第10巻付録
- サンパチスター（2020年9月12日・2021年2月28日、テレビ朝日、僕翔馬[409]）
- ミツカンWEB限定動画「MYぽん酢 “かけ声” ドラマ」（2020年、スパイシーぽん[410]）
- P甲鉄城のカバネリ（2021年、来栖）
- メゾン ハンダース（2021年、峰岸忍[411]）
- 石川県立歴史博物館 令和3年度夏季特別展「大加州刀展」音声ガイド（2021年7月22日 - 9月12日）[412]
  - 令和4年度春季特別展「大加州刀展」音声ガイド（2022年4月28日 - 6月26日） ※令和3年度と同一[413]
- 京まふ2021 おこしやす大使
  - 京都市営地下鉄駅構内 啓発アナウンス（2021年7月27日 - 9月18日）[414]
  - 街歩き音声ガイド「旅まふ」（2021年9月18日 - 12月30日、数田先生[415]）
- イグニスイオ Buono! 音声ドラマ「CREAMのストーリー」（2021年）[416]
- エーザイ チョコラBB®「必ず聴けるオリジナル癒しボイス！」（2021年12月1日 - 2022年3月31日、レン[417]）
- ユニバーサル ミュージック TRUE WIRELESS STEREO EARPHONES 増田俊樹モデル（2021年）[418]
- ボイレピ♪ 朝ごはん #22 増田俊樹さんの声で作る「中国 春節の水餃子」（2022年）[419]
- カネボウ化粧品 トワニー シーズナルエッセンスaSS「#うるボHowTo」（2022年）[420]
- 第26回NHKハート展 朗読（2022年）[421]
- DECO*27 アルバム『MANNEQUIN』初回限定盤「ヴァンパイア」（2022年、緋山櫻司[422]）
- Prince Letter(s)! フロムアイドル（2022年 - 2023年、鋳田須ナツトラ[423]）
- comic tint5周年記念「ラブきゅんボイスフェア2023」（2023年）[424]

## ディスコグラフィ

### シングル
|            | 発売日        | タイトル        | 規格品番     | 規格品番   | オリコン 最高位 |
| 初回限定盤 | 発売日        | タイトル        | 通常盤       |            | オリコン 最高位 |
| ---------- | ------------- | --------------- | ------------ | ---------- | --------------- |
| 1st        | 2019年3月6日  | This One        | TFCC-89667   | TFCC-89668 | 8位             |
| 2nd        | 2022年1月26日 | Midnight Dancer | TFCC-89721-2 | TFCC-89723 | 3位             |

### アルバム
|           | 発売日        | タイトル | 規格品番     | 規格品番   | オリコン 最高位 |
| CD+BD/DVD | 発売日        | タイトル | CD           |            | オリコン 最高位 |
| --------- | ------------- | -------- | ------------ | ---------- | --------------- |
| 1st       | 2020年1月8日  | Diver    | TFCC-86699   | TFCC-86700 | 5位             |
| 2nd       | 2021年9月29日 | origin   | TFCC-86774/5 | TFCC-86776 | 9位             |

### タイアップ曲
| 楽曲            | タイアップ                               | 時期   |
| --------------- | ---------------------------------------- | ------ |
| Midnight Dancer | テレビアニメ『殺し愛』オープニングテーマ | 2022年 |

### キャラクターソング
| 発売日   | 商品名                                                                                       | 歌 | 楽曲 | 備考                                                                    |
| 2013年   | 2013年                                                                                       | 2013年 | 2013年 | 2013年                                                                  |
| -------- | -------------------------------------------------------------------------------------------- | --- | --- | ----------------------------------------------------------------------- |
| 2月1日   | ツキウタ。2月如月恋「Me-lo-dy」                                                              | 如月恋（増田俊樹） | 「Me-lo-dy」 「春よ来い」                                                                                                   | 『ツキウタ。』関連曲                                                    |
| 2月13日  | 100万回の愛革命（REVOLUTION）!                                                               | MARGINAL#4 | 「100万回の愛革命（REVOLUTION）!」 「超（SUPER）弾丸ラヴァー」                                                              | 『MARGINAL#4』関連曲                                                    |
| 2月13日  | 100万回の愛革命（REVOLUTION）!                                                               | 桐原アトム（増田俊樹）、藍羽ルイ（高橋直純） | 「妄想遊戯者（DREAMER）」                                                                                                   | 『MARGINAL#4』関連曲                                                    |
| 8月14日  | LOVE★SAVIOR                                                                                  | MARGINAL#4 | 「LOVE★SAVIOR」 「We're EGOISTIC STAR」                                                                                     | 『MARGINAL#4』関連曲                                                    |
| 8月14日  | LOVE★SAVIOR                                                                                  | 桐原アトム（増田俊樹）、藍羽ルイ（高橋直純） | 「永遠夢中KISS」 | 『MARGINAL#4』関連曲                                                    |
| 11月20日 | プリズム☆ソロコレクションbyコウジ＆ヒロ＆カヅキ                                              | 仁科カヅキ（増田俊樹） | 「FREEDOM」 | テレビアニメ『プリティーリズム・レインボーライブ』挿入歌                |
| 11月20日 | プリズム☆ソロコレクションbyコウジ＆ヒロ＆カヅキ                                              | コウジ（柿原徹也）、ヒロ（前野智昭）、カヅキ（増田俊樹） | 「BOY MEETS GIRL ‐Prism Boys ver.-」                                                                                        | テレビアニメ『プリティーリズム・レインボーライブ』挿入歌                |
| 11月27日 | MASQUERADE                                                                                   | MARGINAL#4 | 「MASQUERADE」 「OVER THE RAINBOW」                                                                                         | 『MARGINAL#4』関連曲                                                    |
| 11月27日 | MASQUERADE                                                                                   | 桐原アトム（増田俊樹）、野村アール（鈴木裕斗） | 「GALAXYLINER」 | 『MARGINAL#4』関連曲                                                    |
| 12月27日 | ツキウタ。シリーズ デュエットCD さつき が てんこもり&年少組1・だってまだまだアバンタイトル   | 師走駆（梶裕貴）、如月恋（増田俊樹） | 「だってまだまだアバンタイトル」                                                                                            | 『ツキウタ。』関連曲                                                    |
| 2014年   |                                                                                              | | |                                                                         |
| 2月28日  | ツキウタ。シリーズ デュエットCD 虹原ぺぺろん&年少組2・イノセンシア                           | 如月恋（増田俊樹）、師走駆（梶裕貴） | 「イノセンシア」 | 『ツキウタ。』関連曲                                                    |
| 3月26日  | 銀河アイドル☆超カレシ 01.水星のオリビエ                                                      | オリビエ（増田俊樹） | 「lovemagic」 | 『銀河アイドル☆超カレシ』関連曲                                         |
| 3月26日  | S.S.D.S Vocal Album Romantic Pulse                                                           | 新田龍之介（増田俊樹） | 「NEVER EVER」 | 『S.S.D.S.』関連曲                                                      |
| 4月23日  | MARGINAL#4 THE BEST 『STAR CLUSTER』                                                         | MARGINAL#4 | 「STAR SYMPHONY#4」 「もう涙を隠さないで」                                                                                  | 『MARGINAL#4』関連曲                                                    |
| 5月28日  | テレビアニメ『サムライフラメンコ』 Blu-ray&DVD vol.6 完全生産限定版特典CD                    | サムライ戦隊フラメンジャー | 「オレたちフラメンジャー！ 〜サムライ戦隊フラメンジャーのテーマ〜」                                                         | テレビアニメ『サムライフラメンコ』劇中歌                                |
| 7月16日  | CHU CHU LUV♥ SCANDAL                                                                         | MARGINAL#4 | 「CHU CHU LUV♥ SCANDAL」 「愛パラドックス」                                                                                 | 『MARGINAL#4』関連曲                                                    |
| 7月16日  | CHU CHU LUV♥ SCANDAL                                                                         | 桐原アトム（増田俊樹）、野村エル（KENN） | 「DREAM★JUICER」 | 『MARGINAL#4』関連曲                                                    |
| 9月3日   | プリティーリズム・レインボーライブ プリズム☆ボーイズコレクション                             | Over The Rainbow | 「athletic core」 「Flavor」 「BOY MEETS GIRL -non dialog ver.-」                                                           | テレビアニメ『プリティーリズム・レインボーライブ』関連曲                |
| 9月10日  | 熱愛（REDHOT）SAGA                                                                           | MARGINAL#4 | 「熱愛（REDHOT）SAGA」 | ゲーム『MARGINAL＃4 IDOL OF SUPERNOVA』主題歌                           |
| 9月10日  | 熱愛（REDHOT）SAGA                                                                           | MARGINAL#4 | 「MyFirstLove」 | 『MARGINAL#4』関連曲                                                    |
| 9月10日  | 熱愛（REDHOT）SAGA                                                                           | 桐原アトム（増田俊樹）、藍羽ルイ（高橋直純） | 「SUPERNOVA -I'm HEADLINER!!!!-」                                                                                           | 『MARGINAL#4』関連曲                                                    |
| 12月17日 | Bingo!!!!                                                                                    | MARGINAL#4 | 「Bingo!!!!」 「Missing you（2014）」                                                                                       | 『MARGINAL#4』関連曲                                                    |
| 12月17日 | Bingo!!!!                                                                                    | 桐原アトム（増田俊樹）、野村アール（鈴木裕斗） | 「ZIG★ZAG」 | 『MARGINAL#4』関連曲                                                    |
| 2015年   |                                                                                              | | |                                                                         |
| 1月21日  | 絶対無敵☆Fallin' LOVE☆                                                                       | 地球防衛部 | 「絶対無敵☆Fallin' LOVE☆」                                                                                                  | テレビアニメ『美男高校地球防衛部LOVE!』オープニングテーマ               |
| 1月21日  | 絶対無敵☆Fallin' LOVE☆                                                                       | 地球防衛部 | 「Just going now!!」 | テレビアニメ『美男高校地球防衛部LOVE!』関連曲                           |
| 2月18日  | 美男高校地球防衛部LOVE! キャラクターソングCD1 バトルラヴァーズ SONGS 〜LOVE Shower!〜        | 蔵王立（増田俊樹） | 「Baby Baby Sweet Baby!!」                                                                                                  | テレビアニメ『美男高校地球防衛部LOVE!』関連曲                           |
| 2月25日  | S+h ボーカル＆ドラマCD「Beautiful Dancer」                                                   | S+h | 「Beautiful Dancer」 | 『S+h』関連曲                                                           |
| 2月27日  | ツキウタ。シリーズ Six Gravity ユニット曲「GRAVITY!」                                        | Six Gravity | 「GRAVITY!」 | 『ツキウタ。』関連曲                                                    |
| 3月18日  | EXIT TUNES PRESENTS ACTORS3                                                                  | 芦原倖乎（蒼井翔太）、湯山靖隼（増田俊樹） | 「脳漿炸裂ガール」 | 『ACTORS』関連曲                                                        |
| 3月18日  | EXIT TUNES PRESENTS ACTORS3                                                                  | 芦原倖乎（蒼井翔太）、湯山靖隼（増田俊樹）、麻布汐（豊永利行）、鳴子郁（佐藤拓也）、志戸穂（高橋直純） | 「千本桜」 | 『ACTORS』関連曲                                                        |
| 3月18日  | EXIT TUNES PRESENTS ACTORS3                                                                  | 湯山靖隼（増田俊樹） | 「夢喰い白黒バク」 | 『ACTORS』関連曲                                                        |
| 4月8日   | MARGINAL#4 THE BEST『STAR CLUSTER 2』                                                        | MARGINAL#4 | 「恋のAKQJ10!（ロイヤルフラッシュ）」 「Rock★Scissors★Paper Go!!!!」                                                        | 『MARGINAL#4』関連曲                                                    |
| 4月28日  | S+h ボーカル＆ドラマCD「Juicy Cherry Pie」＜玲＆奈緒＞                                       | 相川玲（柿原徹也）、沖田奈緒（増田俊樹） | 「Juicy Cherry Pie」 | 『S+h』関連曲                                                           |
| 4月29日  | 全力少年達のおうたCD ３年生ユニット                                                          | ユズル（蒼井翔太）、セナ（増田俊樹） | 「初体験♥」 「妄想ADVANCE!!」                                                                                               | 『全力少年達のおうたCD』関連曲                                          |
| 4月29日  | 美男高校地球防衛部LOVE! キャラクターソングCD3 地球防衛部 DUET SONGS 〜LOVE Making!〜         | 鳴子硫黄（白井悠介）、蔵王立（増田俊樹） | 「Sync a Think」 | テレビアニメ『美男高校地球防衛部LOVE!』関連曲                           |
| 5月27日  | EMOTIONAL POSSESSION                                                                         | 音成奏（前野智昭）、静間草太（斉藤壮馬）、橙山光介（増田俊樹）、青葉大河（石川界人）、蘇明杰（小野友樹）、桃井優一郎（岡本信彦） | 「Purely Sunshine」 | ゲーム『POSSESSION MAGENTA』オープニングテーマ                          |
| 7月15日  | UFO                                                                                          | MARGINAL#4 | 「UFO」 「星祭り〜ラララのまーじなる音頭〜」                                                                                | 『MARGINAL#4』関連曲                                                    |
| 7月15日  | UFO                                                                                          | 桐原アトム（増田俊樹）、藍羽ルイ（高橋直純） | 「ハニー♥ポット」 | 『MARGINAL#4』関連曲                                                    |
| 7月15日  | 美男高校地球防衛部LOVE! BD・DVD 第5巻 きゃにめ.jp限定版仕様                                  | 蔵王立（増田俊樹） | 「絶対無敵☆Fallin' LOVE☆」                                                                                                  | テレビアニメ『美男高校地球防衛部LOVE!』関連曲                           |
| 8月19日  | Let's Go!! LOVE Summer♪                                                                      | 地球防衛部 | 「Let's Go!! LOVE Summer♪」 「LOVE FRIENDS」                                                                                | テレビアニメ『美男高校地球防衛部LOVE!』関連曲                           |
| 9月11日  | 永久パラダイス                                                                               | B-PROJECT | 「永久パラダイス」 | 『B-PROJECT』関連曲                                                     |
| 9月16日  | ACTORS-Songs Collection-                                                                     | 湯山靖隼（増田俊樹） | 「Fire◎Flower」 | 『ACTORS』関連曲                                                        |
| 10月17日 | ツキウタ。 ピンクな双子・如月 恋＆愛のお菓子なハット                                         | 如月恋（増田俊樹）、如月愛（MAKO） | 「ショコラの魔法」 | 『ツキウタ。』関連曲                                                    |
| 10月28日 | あんさんぶるスターズ！ ユニットソングCD Vol.1 UNDEAD                                         | UNDEAD | 「Melody in the Dark」 「ハニーミルクはお好みで」                                                                           | ゲーム『あんさんぶるスターズ！』 関連曲                                 |
| 10月28日 | カレはヴォーカリスト♥CD 「ディア♥ヴォーカリスト」 エントリーNo.1 レオード                    | RE-O-DO（増田俊樹） | 「ヒヤシンス」 「Dear Innocence」                                                                                           | 『ディア♥ヴォーカリスト』関連曲                                         |
| 10月30日 | ツキウタ。シリーズ 如月恋2                                                                   | 如月恋（増田俊樹） | 「ラジカル・ラブカル」 「それはきっと恋」                                                                                   | 『ツキウタ。』関連曲                                                    |
| 11月6日  | 仲吉商店街、恋の湯 営業中！ 3                                                                | 志原健太（増田俊樹） | 「キミの魔法使い」 | ドラマCD『仲吉商店街、恋の湯 営業中！ 3』エンディングテーマ             |
| 11月7日  | S+h ボーカル＆ドラマCD「Party tun up!」                                                      | S+h | 「Party tun up」 | 『S+h』関連曲                                                           |
| 11月25日 | B-project キャラクターCD Vol.3                                                               | MooNs | 「Glory Upper」 「Over The Rainbow」 「永久パラダイス」                                                                     | 『B-PROJECT』関連曲                                                     |
| 11月11日 | Yo-Ho!!                                                                                      | MARGINAL#4 | 「Yo-Ho!!」 「MIRACLE WORLD」                                                                                               | 『MARGINAL#4』関連曲                                                    |
| 11月11日 | Yo-Ho!!                                                                                      | 桐原アトム（増田俊樹）、野村エル（KENN） | 「Oh My WOLF♥BOY」 | 『MARGINAL#4』関連曲                                                    |
| 12月2日  | MONSTER GENERATiON                                                                           | IDOLiSH7 | 「MONSTER GENERATiON」 「Joker Flag」 「MEMORiES MELODiES」                                                                 | ゲーム『アイドリッシュセブン』関連曲                                    |
| 12月20日 | 黒子のバスケ SOLO MINI ALBUM Vol.7                                                           | 赤司征十郎（神谷浩史） feat.実渕玲央（羽多野渉）、葉山小太郎（増田俊樹）、根武谷永吉（藤原貴弘）、黛千尋（逢坂良太） | 「DEEP FIGHT」 | テレビアニメ『黒子のバスケ』関連曲                                      |
| 12月23日 | Over The Rainbow SPECIAL FAN DISC                                                            | Over The Rainbow | 「BOY MEETS GIRL」 「athletic core」 「Flavor」 「Over the Sunshine!」                                                      | テレビアニメ『プリティーリズム・レインボーライブ』関連曲                |
| 12月23日 | Over The Rainbow SPECIAL FAN DISC                                                            | 仁科カヅキ（増田俊樹） | 「FREEDOM」 | テレビアニメ『プリティーリズム・レインボーライブ』関連曲                |
| 2016年   |                                                                                              | | |                                                                         |
| 3月9日   | 『POSSESSION MAGENTA』キャラクターCD Vol.2 光介＆大河                                        | 橙山光介（増田俊樹） | 「Fantastic Mystery」 「Purely Sunshine」                                                                                   | 『POSSESSION MAGENTA』関連曲                                            |
| 3月9日   | IV[For] AILE                                                                                 | MARGINAL#4 | 「IV[For] AILE」 「愛♥相感図」                                                                                              | 『MARGINAL#4』関連曲                                                    |
| 3月9日   | IV[For] AILE                                                                                 | 桐原アトム（増田俊樹）、野村アール（鈴木裕斗） | 「未明犯」 | 『MARGINAL#4』関連曲                                                    |
| 3月23日  | soleil                                                                                       | I♥B | 「Fly Fly!」 「Dear my precious friend」                                                                                    | ゲーム『アイ★チュウ』関連曲                                             |
| 3月30日  | 大正×対称アリス キャラクターソングシリーズ vol.3 かぐや                                      | かぐや（増田俊樹） | 「月光」 | ゲーム『大正×対称アリス』関連曲                                         |
| 4月6日   | Brand New Star                                                                               | MooNs | 「Brand New Star」 「ラブ☆レボリュ」                                                                                        | 『B-PROJECT』関連曲                                                     |
| 4月13日  | ビバ★ラッ★チュ                                                                               | WONDER CORONA! | 「ビバ★ラッ★チュ」 「裸足のDestiny」                                                                                        | 『MARGINAL#4』関連曲                                                    |
| 4月27日  | 劇場版KING OF PRISM by PrettyRhythm Song&Soundtrack                                          | 仁科カヅキ（増田俊樹）、大和アレクサンダー（武内駿輔） | 「EZ DO DANCE -K.O.P. REMIX-」                                                                                              | 劇場アニメ『KING OF PRISM by PrettyRhythm』挿入歌                       |
| 4月27日  | 劇場版KING OF PRISM by PrettyRhythm Song&Soundtrack                                          | 一条シン（寺島惇太） with Over The Rainbow | 「Over the Sunshine!」 | 劇場アニメ『KING OF PRISM by PrettyRhythm』挿入歌                       |
| 4月27日  | S+h ボーカル＆ドラマCD「Just A Wish」                                                        | S+h | 「Just A Wish」 | 『S+h』関連曲                                                           |
| 4月28日  | 星空ホールへおいでよ♪ 椿編〜恋衣〜                                                           | 椿（増田俊樹） | 「星空ホールへおいでよ♪ -椿only ver.-」 「恋衣」                                                                            | 『星空ホールへおいでよ♪』関連曲                                         |
| 6月22日  | FORBIDDEN★STAR Epicurean 1st                                                                 | 戌井ケラ（江口拓也）、木戸ロミオ（増田俊樹）、御剣サエ（島﨑信長）、一色ノゾミ（鈴木裕斗） | 「Check it Love!」 「CROSSLINK」                                                                                            | 『FORBIDDEN★STAR』関連曲                                                |
| 6月22日  | MARGINAL#4 THE BEST 『STAR CLUSTER 3』                                                       | MARGINAL#4 | 「ギラギラSpider」 「Rebirth」                                                                                              | 『MARGINAL#4』関連曲                                                    |
| 6月22日  | 『UNIMATE』&『Lagjuliet 2』&『STAR CLUSTER 3』同時購入特典CD                                 | ピタゴラス★オールスター | 「奇跡の星座（Sign）」 | 『MARGINAL#4』関連曲                                                    |
| 7月6日   | 鼓動*アンビシャス                                                                            | B-PROJECT | 「鼓動*アンビシャス」 | テレビアニメ『B-PROJECT〜鼓動*アンビシャス〜』オープニングテーマ        |
| 7月7日   | NATSU☆しようぜ！                                                                             | IDOLiSH7 | 「NATSU☆しようぜ！」 | ゲーム『アイドリッシュセブン』関連曲                                    |
| 7月7日   | NATSU☆しようぜ！                                                                             | IDOLiSH7 fest. TRIGGER | 「NATSU☆しようぜ！」 | ゲーム『アイドリッシュセブン』関連曲                                    |
| 7月13日  | サマジェラ                                                                                   | WONDER CORONA! | 「サマジェラ」 「HANABI」                                                                                                   | 『MARGINAL#4』関連曲                                                    |
| 7月20日  | 沸点突破☆LOVE IS POWER☆                                                                      | 地球防衛部 | 「沸点突破☆LOVE IS POWER☆」                                                                                                 | テレビアニメ『美男高校地球防衛部LOVE!LOVE!』オープニングテーマ          |
| 7月20日  | 沸点突破☆LOVE IS POWER☆                                                                      | 地球防衛部 | 「Boys Go Straight」 | テレビアニメ『美男高校地球防衛部LOVE!LOVE!』関連曲                      |
| 7月27日  | 星と月のセンテンス                                                                           | MooNs | 「夢見るPOWER」 | 『B-PROJECT』関連曲                                                     |
| 8月17日  | 美男高校地球防衛部LOVE!LOVE! キャラクターソングCD1 バトルラヴァーズ SONGS 〜LOVE Fountain!〜 | 蔵王立（増田俊樹） | 「WORLD WIDE LOVE LEADER」                                                                                                  | テレビアニメ『美男高校地球防衛部LOVE!LOVE!』関連曲                      |
| 8月24日  | i7                                                                                           | IDOLiSH7 | 「Perfection Gimmick」 「GOOD NIGHT AWESOME」 「RESTERT POiNTER」 「THE FUNKY UNIVERSE」 「THANK YOU FOR YOUR EVERYTHING!」 | ゲーム『アイドリッシュセブン』関連曲                                    |
| 8月24日  | i7                                                                                           | 和泉一織（増田俊樹）、七瀬陸（小野賢章） | 「Fly away!」 | ゲーム『アイドリッシュセブン』関連曲                                    |
| 8月24日  | 鮮度100%の歌ってみたCD「もぎたて☆レスカ！」イクト                                            | 白鳳イクト（増田俊樹） | 「もぎたて☆レスカ！」 | 『FRESH KISS 100%』関連曲                                               |
| 8月24日  | イケメン戦国◆時をかける恋 キャラクターソング & ドラマCD 第二弾                               | 徳川家康（増田俊樹） | 「天邪鬼の恋唄」 | 『イケメン戦国』関連曲                                                  |
| 8月26日  | ツキウタ。 THE ANIMATION 主題歌                                                              | Six Gravity | 「GRAVITIC-LOVE」 | テレビアニメ『ツキウタ。 THE ANIMATION』主題歌                          |
| 9月7日   | 美男高校地球防衛部LOVE!LOVE! キャラクターソングCD3 地球防衛部 DUET SONGS 〜LOVE Attack!〜    | 鳴子硫黄（白井悠介）、蔵王立（増田俊樹） | 「-Halfway-」 | テレビアニメ『美男高校地球防衛部LOVE!LOVE!』関連曲                      |
| 9月21日  | EXIT TUNES PRESENTS ACTORS - Extra Edition 7                                                 | 湯山靖隼（増田俊樹） | 「GLIDE」 | 『ACTORS』関連曲                                                        |
| 9月21日  | EXIT TUNES PRESENTS ACTORS - Extra Edition 7                                                 | 芦原倖乎（蒼井翔太）、湯山靖隼（増田俊樹） | 「shake it!」 | 『ACTORS』関連曲                                                        |
| 9月21日  | 全力少年達のおうたCD ベストタイム♪                                                           | ユズル（蒼井翔太）、セナ（増田俊樹）、リヒト（山下大輝）、キィ（花江夏樹）、タイガ（斉藤壮馬）、トア（梅原裕一郎） | 「Bravery」 「CRAZY★DNA」                                                                                                   | 『全力少年達のおうた』関連曲                                            |
| 9月28日  | あんさんぶるスターズ！ ユニットソングCD 2nd Vol.1 UNDEAD                                     | UNDEAD | 「DESTRUCTION ROAD」 「Darkness 4」                                                                                         | ゲーム『あんさんぶるスターズ！』 関連曲                                 |
| 9月28日  | B-PROJECT〜鼓動*アンビシャス〜 BD・DVD第2巻特典CD                                            | 釈村帝人（増田俊樹） | 「2.5次元でつかまえて」 | テレビアニメ『B-PROJECT〜鼓動*アンビシャス〜』関連曲                    |
| 9月30日  | ツキウタ。 THE ANIMATION BD・DVD第1巻特典CD                                                  | 如月恋（増田俊樹） | 「amor〜溢れだす想いから〜」                                                                                                | テレビアニメ『ツキウタ。 THE ANIMATION』エンディングテーマ              |
| 10月12日 | 刀剣乱舞-花丸- 歌詠集其の一                                                                  | 大和守安定（市来光弘）、加州清光（増田俊樹） | 「花丸◎日和！」 | テレビアニメ『刀剣乱舞-花丸-』オープニングテーマ                        |
| 10月12日 | 刀剣乱舞-花丸- 歌詠集其の一                                                                  | 大和守安定（市来光弘）、加州清光（増田俊樹） | 「明け暮れ日記」 | テレビアニメ『刀剣乱舞-花丸-』エンディングテーマ                        |
| 10月12日 | 腐男子高校生活キャラクターソングアルバム                                                     | 上田アキラ（増田俊樹） | 「Special Straight!!」 | テレビアニメ『腐男子高校生活』関連曲                                    |
| 10月19日 | アイ★チュウ creation 07.I♥B                                                                  | I♥B | 「We are I★CHU!」 「深海マーメイド」                                                                                        | ゲーム『アイ★チュウ』関連曲                                             |
| 10月19日 | ディア♥ヴォーカリスト Riot エントリーNo.1 レオード                                           | RE-O-DO（増田俊樹） | 「アンビシャスナイト」 「Rain&Pain」                                                                                        | 『ディア♥ヴォーカリスト』関連曲                                         |
| 10月26日 | FORBIDDEN★STAR Epicurean 2nd                                                                 | 戌井ケラ（江口拓也）、木戸ロミオ（増田俊樹）、御剣サエ（島﨑信長）、一色ノゾミ（鈴木裕斗） | 「Dream on Stage!」 「Nonstop Magic」                                                                                       | 『FORBIDDEN★STAR』関連曲                                                |
| 11月30日 | S+h ボーカル＆ドラマCD「Pied Piper@IC301」                                                   | S+h | 「Pied Piper@IC301」 | 『S+h』関連曲                                                           |
| 12月21日 | 刀剣乱舞-花丸- 歌詠集其の六                                                                  | 大和守安定（市来光弘）、加州清光（増田俊樹） | 「いつ、何時も」 | テレビアニメ『刀剣乱舞-花丸-』挿入歌                                    |
| 12月21日 | 無敵*デンジャラス                                                                            | B-PROJECT | 「無敵*デンジャラス」 | ゲーム『B-PROJECT 無敵*デンジャラス』オープニングテーマ                 |
| 12月21日 | 無敵*デンジャラス                                                                            | B-PROJECT | 「永久パラダイス（14 Vocal ver）」                                                                                          | 『B-PROJECT』関連曲                                                     |
| 12月28日 | ダミーヘッド官能ロック「THANATOS NiGHT」Vol.2 ニア                                           | ニア（増田俊樹） | 「虜-Capture-」 | 『THANATOS NiGHT』関連曲                                                |
| 2017年   |                                                                                              | | |                                                                         |
| 1月18日  | WeMe!!!!                                                                                     | MARGINAL#4 | 「WeMe!!!!」 | テレビアニメ『MARGINAL#4 KISSから創造るBig Bang』オープニングテーマ     |
| 1月18日  | SUMMER MERMAID                                                                               | MooNs | 「SUMMER MERMAID」 「パノラマ」                                                                                             | 『B-PROJECT』関連曲                                                     |
| 2月1日   | 忍-Just A 絶頂(HEAVEN)-/Melty❤Love❤Cooking-」                                                | MARGINAL#4 | 「忍-Just A 絶頂(HEAVEN)-」                                                                                                 | テレビアニメ『MARGINAL#4 KISSから創造るBig Bang』エンディングテーマ     |
| 3月15日  | HOT★SCRAMBLE/カラフル                                                                        | 桐原アトム（増田俊樹）、藍羽ルイ（高橋直純） | 「HOT★SCRAMBLE」 | テレビアニメ『MARGINAL#4 KISSから創造るBig Bang』エンディングテーマ     |
| 3月15日  | ディア♥ヴォーカリスト THE BEST Rock Out!!!                                                   | RE-O-DO（増田俊樹） | 「√PARANOIA」 | 『ディア♥ヴォーカリスト』関連曲                                         |
| 3月22日  | glace                                                                                        | I♥B | 「未来ファンタジスタ」 「My destiny」                                                                                       | ゲーム『アイ★チュウ』関連曲                                             |
| 3月24日  | ツキウタ。 THE ANIMATION BD・DVD第7巻特典CD                                                  | Six Gravity、Procellarum | 「ツキノウタ。」 | テレビアニメ『ツキウタ。 THE ANIMATION』エンディングテーマ              |
| 3月29日  | 魂のノンストップラヴァー/絆-KIZUNA-                                                          | 桐原アトム（増田俊樹） | 「魂のノンストップラヴァー」                                                                                                | テレビアニメ『MARGINAL#4 KISSから創造るBig Bang』エンディングテーマ     |
| 3月29日  | 魂のノンストップラヴァー/絆-KIZUNA-                                                          | MARGINAL#4 | 「絆-KIZUNA-」 | テレビアニメ『MARGINAL#4 KISSから創造るBig Bang』エンディングテーマ     |
| 4月5日   | KISSから創造るBig Bang                                                                       | ピタゴラス★オールスター | 「KISSから創造るBig Bang」                                                                                                  | テレビアニメ『MARGINAL#4 KISSから創造るBig Bang』エンディングテーマ     |
| 4月26日  | 劇場版KING OF PRISM -PRIDE the HERO- ユニットプロジェクト カヅキ&タイガ                      | 仁科カヅキ（増田俊樹）、香賀美タイガ（畠中祐） | 「NEO STREET STREAM」 | 劇場アニメ『KING OF PRISM -PRIDE the HERO-』関連曲                      |
| 6月7日   | Choooose One                                                                                 | MARGINAL#4 | 「Choooose One」 | ゲーム『MARGINAL#4 ROAD TO GALAXY』主題歌                               |
| 6月7日   | Choooose One                                                                                 | MARGINAL#4 | 「ピエロ」 | ゲーム『MARGINAL#4 ROAD TO GALAXY』エンディングテーマ                   |
| 6月21日  | ピタゴラスプロダクション SHUFFLE BEST                                                        | WONDER CORONA! | 「Lost Accessories」 | 『MARGINAL#4』関連曲                                                    |
| 6月21日  | アイ★チュウ 〜シャッフルユニットミニアルバム〜                                               | Grandmaster | 「刹那のマシェリ」 | ゲーム『アイ★チュウ』関連曲                                             |
| 6月21日  | ダミーヘッド官能ロック 「THANATOS NiGHT Re:Vival」 Vol.2 ニア                                | ニア（増田俊樹） | 「(2) Heart Resize」 | 『THANATOS NiGHT』関連曲                                                |
| 6月28日  | S+h ボーカル＆ドラマCD「百花繚乱AXE」                                                        | S+h | 「百花繚乱AXE」 | 『S+h』関連曲                                                           |
| 7月7日   | Sakura Message                                                                               | IDOLiSH7 | 「Sakura Message」 「PARTY TIME TOGETHER」                                                                                  | ゲーム『アイドリッシュセブン』関連曲                                    |
| 7月19日  | S級パラダイス WHITE                                                                          | B-PROJECT | 「S級パラダイス」 | 『B-PROJECT』関連曲                                                     |
| 7月19日  | S級パラダイス WHITE                                                                          | MooNs | 「PRAY FOR...」 | 『B-PROJECT』関連曲                                                     |
| 7月19日  | ディア♥ヴォーカリスト Wired エントリーNo.1 レオード                                          | RE-O-DO（増田俊樹） | 「iNiTiaTiVe」 「EGOIST?」                                                                                                  | 『ディア♥ヴォーカリスト』関連曲                                         |
| 8月23日  | 永遠未来☆LOVE YOU ALL☆/心と心で                                                              | 地球防衛部 | 「永遠未来☆LOVE YOU ALL☆」 「心と心で」                                                                                     | OVA『美男高校地球防衛部LOVE!LOVE!LOVE!』主題歌                          |
| 8月23日  | TRUE LOVE                                                                                    | 大柴康介（前野智昭）、勢多川正広（増田俊樹）、支倉麻也（立花慎之介）、大柴健介（松岡禎丞） | 「TRUE LOVE」 | テレビアニメ『ひとりじめマイヒーロー』エンディングテーマ                |
| 8月23日  | TRUE LOVE                                                                                    | 勢多川正広（増田俊樹） | 「TRUE LOVE」 | テレビアニメ『ひとりじめマイヒーロー』エンディングテーマ                |
| 8月23日  | ひとりじめマイヒーロー キャラクターソング01 ONLY MY HERO, ONLY YOUR PLACE                    | 大柴康介（前野智昭）、勢多川正広（増田俊樹） | 「TRUE LOVE」 | テレビアニメ『ひとりじめマイヒーロー』エンディングテーマ                |
| 8月23日  | ひとりじめマイヒーロー キャラクターソング01 ONLY MY HERO, ONLY YOUR PLACE                    | 大柴康介（前野智昭）、勢多川正広（増田俊樹） | 「ONLY MY HERO, ONLY YOUR PLACE」                                                                                           | テレビアニメ『ひとりじめマイヒーロー』関連曲                            |
| 8月23日  | アンデッドミュージカルCD 「Corpse†Heart」 2nd Night ヴァレリー                               | ヴァレリー（増田俊樹） | 「Black Tragedy」 「Candy Hearts」                                                                                          | 『Corpse†Heart』関連曲                                                  |
| 9月27日  | 劇場版KING OF PRISM -PRIDE the HERO- Song&Soundtrack                                         | 仁科カヅキ（増田俊樹） | 「FREEDOM -THUNDER STORM ver.-」                                                                                            | 劇場アニメ『KING OF PRISM -PRIDE the HERO-』挿入歌                      |
| 9月27日  | 劇場版KING OF PRISM -PRIDE the HERO- Song&Soundtrack                                         | Over The Rainbow | 「虹色CROWN」 | 劇場アニメ『KING OF PRISM -PRIDE the HERO-』挿入歌                      |
| 9月27日  | ボーイフレンド（仮）プロジェクト ミュージックアルバム 星蘭学院                               | 星蘭生徒会 | 「way to the STAR」 | ゲーム『ボーイフレンド（仮）きらめき☆ノート』関連曲                     |
| 9月27日  | ボーイフレンド（仮）プロジェクト ミュージックアルバム 星蘭学院                               | 城戸戦治（増田俊樹） | 「Moral code」 | ゲーム『ボーイフレンド（仮）きらめき☆ノート』関連曲                     |
| 9月27日  | 「MARGINAL#4 KISSから創造るBig Bang」BEST                                                    | MARGINAL#4 | 「Orbit」 | テレビアニメ『MARGINAL#4 KISSから創造るBig Bang』関連曲                 |
| 10月4日  | あんさんぶるスターズ！ ユニットソングCD 3rd Vol.05 2wink                                     | 2wink［葵ひなた&葵ゆうた（斉藤壮馬）］ with UNDEAD | 「TRICK with TREAT!!」 | ゲーム『あんさんぶるスターズ！』関連曲                                  |
| 10月4日  | あんさんぶるスターズ！ ユニットソングCD 3rd Vol.06 UNDEAD                                    | UNDEAD | 「Gate of the Abyss」 「Break the Prison」                                                                                  | ゲーム『あんさんぶるスターズ！』関連曲                                  |
| 10月4日  | あんさんぶるスターズ！ ユニットソングCD 3rd Vol.06 UNDEAD                                    | デッドマンズ | 「Death Game Holic」 | ゲーム『あんさんぶるスターズ！』関連曲                                  |
| 10月25日 | ピタゴラス スペクタクルツアー ライブ Vol. 1 「西遊記」                                       | 桐原アトム（増田俊樹）、牧島シャイ（豊永利行）、仲真テルマ（染谷俊之） | 「FLY x HIGH x FLY」 「ハイビスカス」                                                                                       | 『MARGINAL#4』関連曲                                                    |
| 10月25日 | デュエル・ギグ！vol.2 -BLAST EDITION-                                                        | BLAST [東雲大和（生田鷹司）、巻宗介（増田俊樹）] | 「*〜アスタリスク〜」 | ゲーム『バンドやろうぜ!』関連曲                                         |
| 12月6日  | 『刀剣乱舞-花丸-』歌詠全集                                                                   | 花丸刀剣男士一同 | 「花丸◎日和！47振りver.」                                                                                                   | 劇場アニメ『刀剣乱舞-花丸- 〜幕間回想録〜』主題歌                       |
| 2018年   |                                                                                              | | |                                                                         |
| 1月10日  | 続『刀剣乱舞-花丸-』歌詠集 其の一                                                            | 大和守安定（市来光弘）、加州清光（増田俊樹） | 「花丸印の日のもとで」 | テレビアニメ『続 刀剣乱舞-花丸-』オープニングテーマ                     |
| 1月13日  | S.S.D.S.ボーカルミニアルバム「愛のビーチフラッグ」                                           | Dr.HAYAMI（速水奨）、新田龍之介（増田俊樹） | 「愛のビーチフラッグ」 | 『S.S.D.S.』関連曲                                                      |
| 1月17日  | 続『刀剣乱舞-花丸-』歌詠集 其の二                                                            | 大和守安定（市来光弘）、加州清光（増田俊樹）、へし切長谷部（新垣樽助）、今剣（山下大輝）、前田藤四郎（入江玲於奈）、にっかり青江（間島淳司）、蜂須賀虎徹（興津和幸）、陸奥守吉行（濱健人）                                                                                               | 「花丸印の日のもとで ver.2」                                                                                                | テレビアニメ『続 刀剣乱舞-花丸-』オープニングテーマ                     |
| 1月24日  | 続『刀剣乱舞-花丸-』歌詠集 其の三                                                            | 大和守安定（市来光弘）、加州清光（増田俊樹）、鯰尾藤四郎（斉藤壮馬）、歌仙兼定（石川界人）、宗三左文字（泰勇気）、薬研藤四郎（山下誠一郎）、燭台切光忠（佐藤拓也）、五虎退（粕谷雄太）                                                                                                   | 「花丸印の日のもとで ver.3」                                                                                                | テレビアニメ『続 刀剣乱舞-花丸-』オープニングテーマ                     |
| 1月31日  | 続『刀剣乱舞-花丸-』歌詠集 其の四                                                            | 大和守安定（市来光弘）、加州清光（増田俊樹）、山姥切国広（前野智昭）、獅子王（逢坂良太）、石切丸（高橋英則）、秋田藤四郎（山谷祥生）、乱藤四郎（山本和臣）、鳴狐（浅沼晋太郎） | 「花丸印の日のもとで ver.4」                                                                                                | テレビアニメ『続 刀剣乱舞-花丸-』オープニングテーマ                     |
| 2月7日   | 続『刀剣乱舞-花丸-』歌詠集 其の五                                                            | 大和守安定（市来光弘）、加州清光（増田俊樹）、愛染国俊（山下誠一郎）、同田貫正国（櫻井トオル）、鶴丸国永（斉藤壮馬）、平野藤四郎（浅利遼太）、骨喰藤四郎（鈴木裕斗）、厚藤四郎（山下大輝）                                                                                               | 「花丸印の日のもとで ver.5」                                                                                                | テレビアニメ『続 刀剣乱舞-花丸-』オープニングテーマ                     |
| 2月14日  | WiSH VOYAGE                                                                                  | IDOLiSH7 | 「WiSH VOYAGE」 | テレビアニメ『アイドリッシュセブン』オープニングテーマ                  |
| 2月14日  | WiSH VOYAGE                                                                                  | IDOLiSH7 | 「Dancing∞BEAT!!」 | テレビアニメ『アイドリッシュセブン』挿入歌                              |
| 2月14日  | 続『刀剣乱舞-花丸-』歌詠集 其の六                                                            | 大和守安定（市来光弘）、加州清光（増田俊樹）、小夜左文字（村瀬歩）、鶯丸（柿原徹也）、堀川国広（榎木淳弥）、和泉守兼定（木村良平）、太郎太刀（泰勇気）、次郎太刀（宮下栄治） | 「花丸印の日のもとで ver.6」                                                                                                | テレビアニメ『続 刀剣乱舞-花丸-』オープニングテーマ                     |
| 2月21日  | 続『刀剣乱舞-花丸-』歌詠集 其の七                                                            | 大和守安定（市来光弘）、加州清光（増田俊樹）、大倶利伽羅（古川慎）、三日月宗近（鳥海浩輔）、博多藤四郎（大須賀純）、山伏国広（櫻井トオル）、御手杵（浜田賢二）、江雪左文字（佐藤拓也）                                                                                                   | 「花丸印の日のもとで ver.7」                                                                                                | テレビアニメ『続 刀剣乱舞-花丸-』オープニングテーマ                     |
| 2月23日  | TVアニメ「ひとりじめマイヒーロー」ひとりじめソングコレクション                               | 大柴康介（前野智昭）、勢多川正広（増田俊樹） | 「ハートシグナル 大柴康介&勢多川正広ver.」                                                                                  | テレビアニメ『ひとりじめマイヒーロー』関連曲                            |
| 2月28日  | 続『刀剣乱舞-花丸-』歌詠集 其の八                                                            | 大和守安定（市来光弘）、加州清光（増田俊樹）、浦島虎徹（福島潤）、一期一振（田丸篤志）、蜻蛉切（櫻井トオル）、日本号（津田健次郎）、小狐丸（近藤隆）、岩融（宮下栄治） | 「花丸印の日のもとで ver.8」                                                                                                | テレビアニメ『続 刀剣乱舞-花丸-』オープニングテーマ                     |
| 3月7日   | 続『刀剣乱舞-花丸-』歌詠集 其の九                                                            | 大和守安定（市来光弘）、加州清光（増田俊樹）、蛍丸（井口祐一）、明石国行（浅利遼太）、長曽祢虎徹（新垣樽助）、髭切（花江夏樹）、膝丸（岡本信彦）、数珠丸恒次（緑川光） | 「花丸印の日のもとで ver.9」                                                                                                | テレビアニメ『続 刀剣乱舞-花丸-』オープニングテーマ                     |
| 3月14日  | 続『刀剣乱舞-花丸-』歌詠集 其の十                                                            | 大和守安定（市来光弘）、加州清光（増田俊樹）、太鼓鐘貞宗（髙橋孝治）、不動行光（阪口大助）、小烏丸（保志総一朗）、大典太光世（浪川大輔）、ソハヤノツルキ（浅利遼太）、後藤藤四郎（村田太志）                                                                                             | 「花丸印の日のもとで ver.10」                                                                                               | テレビアニメ『続 刀剣乱舞-花丸-』オープニングテーマ                     |
| 3月21日  | ディア♥ヴォーカリスト Xtreme エントリーNo.1 レオード                                         | RE-O-DO（増田俊樹） | 「EXiT」 「I am a Loser」                                                                                                   | 『ディア♥ヴォーカリスト』関連曲                                         |
| 3月28日  | ポプテピピック ALL TIME BEST                                                                 | ポプ子（羽多野渉）、ピピ美（増田俊樹） | 「POPPY PAPPY DAY」 「人生」                                                                                                | テレビアニメ『ポプテピピック』エンディングテーマ                        |
| 3月28日  | ポプテピピック ALL TIME BEST                                                                 | ポプ子（羽多野渉）、ピピ美（増田俊樹） | 「心の大樹」 「おねんねコンちゃん」                                                                                         | テレビアニメ『ポプテピピック』挿入歌                                    |
| 3月28日  | 続『刀剣乱舞-花丸-』歌詠集 其の十一                                                          | 大和守安定（市来光弘）、加州清光（増田俊樹） | 「繙く命」 | テレビアニメ『続 刀剣乱舞-花丸-』挿入歌                                 |
| 3月28日  | 続『刀剣乱舞-花丸-』歌詠集 其の十一                                                          | 大和守安定（市来光弘）、加州清光（増田俊樹）、信濃藤四郎（小林裕介）、包丁藤四郎（宮田幸季）、物吉貞宗（小野賢章）、亀甲貞宗（山中真尋）、千子村正（諏訪部順一）、大包平（小野友樹） | 「花丸印の日のもとで ver.11」                                                                                               | テレビアニメ『続 刀剣乱舞-花丸-』オープニングテーマ                     |
| 4月4日   | fleur                                                                                        | I♥B | 「Let's Go」 | ゲーム『アイ★チュウ』関連曲                                             |
| 5月16日  | GO AROUND                                                                                    | MooNs | 「GO AROUND」 | 『B-PROJECT』関連曲                                                     |
| 5月16日  | GO AROUND                                                                                    | 釈村帝人（増田俊樹） | 「Breath」 | 『B-PROJECT』関連曲                                                     |
| 5月25日  | アイドリッシュセブン BD・DVD第4巻特典CD                                                      | IDOLiSH7 | 「TODAY IS」 | テレビアニメ『アイドリッシュセブン』挿入歌                              |
| 6月6日   | KING OF PRISM -RUSH SONG COLLECTION-                                                         | 仁科カヅキ（増田俊樹）、香賀美タイガ（畠中祐） | 「FREEDOM」 | ゲーム『KING OF PRISM プリズムラッシュ！LIVE』関連曲                    |
| 6月20日  | ナナツイロ REALiZE                                                                           | IDOLiSH7 | 「ナナツイロ REALiZE」 「Viva! Fantastic Life!!!!!!!」                                                                      | ゲーム『アイドリッシュセブン』関連曲                                    |
| 7月4日   | セカイ系バラエティ 僕声 サウンドトラック                                                     | BELLWETHER | 「ハナ」 | バラエティ番組『セカイ系バラエティ 僕声』関連曲                         |
| 7月4日   | セカイ系バラエティ 僕声 サウンドトラック                                                     | BELLWETHER | 「難しいサイ」 | バラエティ番組『セカイ系バラエティ 僕声』関連曲                         |
| 7月7日   | Welcome, Future World!!!                                                                     | Re:vale、TRIGGER、IDOLiSH7 | 「Welcome, Future World!!! (short ver.)」                                                                                   | ゲーム『アイドリッシュセブン』関連曲                                    |
| 7月16日  | 快感エブリディ                                                                               | B-PROJECT | 「快感エブリディ」 「After all this time」                                                                                  | 『B-PROJECT』関連曲                                                     |
| 7月20日  | Re←START                                                                                     | stirRhythm | 「Re←START」 | ゲーム『スターリィパレット』関連曲                                      |
| 7月25日  | GiVeMe                                                                                       | MARGINAL#4 | 「GiVeMe」 「光」 | 『MARGINAL#4』関連曲                                                    |
| 8月20日  | 尋常に、凛として                                                                             | stirRhythm | 「尋常に、凛として」 | ゲーム『スターリィパレット』関連曲                                      |
| 8月29日  | あんさんぶるスターズ！アルバムシリーズ UNDEAD                                                | UNDEAD | 「Valentine Eve's Nightmare」                                                                                               | ゲーム『あんさんぶるスターズ！』関連曲                                  |
| 8月29日  | あんさんぶるスターズ！アルバムシリーズ UNDEAD                                                | 朔間零（増田俊樹） | 「Bloody Moon Vampire」 | ゲーム『あんさんぶるスターズ！』関連曲                                  |
| 9月19日  | ディア♥ヴォーカリスト THE BEST Rock Out!!! #2 TYPE:A                                         | RE-O-DO（増田俊樹） | 「Beyond the Limit」 | 『ディア♥ヴォーカリスト』関連曲                                         |
| 9月26日  | アイドリッシュセブン Collection Album vol.1                                                  | 和泉一織（増田俊樹）、七瀬陸（小野賢章）、九条天（斉藤壮馬） | 「フレフレ！青春賛歌 」 | ゲーム『アイドリッシュセブン』関連曲                                    |
| 10月17日 | KING OF PRISM RUSH SONG COLLECTION -Sweet Sweet Replies!-                                    | 仁科カヅキ（増田俊樹）、香賀美タイガ（畠中祐） | 「NEO STREET STREAM 2018 SUMMER REMIX」                                                                                     | ゲーム『KING OF PRISM プリズムラッシュ！LIVE』関連曲                    |
| 10月24日 | あんさんぶるスターズ！アルバムシリーズ Switch                                                | 五奇人 | 「Eccentric Party Night!!」                                                                                                 | ゲーム『あんさんぶるスターズ！』関連曲                                  |
| 10月26日 | Give me 5                                                                                    | stirRhythm | 「Give me 5」 | ゲーム『スターリィパレット』関連曲                                      |
| 11月10日 | U-R-G-E                                                                                      | 辻石海斗（増田俊樹）、紫藤董哉（木村昴）、浅田葉一（小野友樹） | 「U-R-G-E」 | ゲーム『スターリィパレット』関連曲                                      |
| 11月21日 | DUEL GIG EXTRA                                                                               | 巻宗介（増田俊樹） | 「heartbeat」 | ゲーム『バンドやろうぜ！』関連曲                                        |
| 12月19日 | ピタゴラスプロダクション GALACTI9★SONGシリーズ #1「“I”」桐原アトム                           | 桐原アトム（増田俊樹） | 「“I”」 「パルコ（Atom Ver.）」                                                                                             | 『MARGINAL#4』関連曲                                                    |
| 2019年   |                                                                                              | | |                                                                         |
| 1月25日  | Wonderful Octave 和泉一織                                                                    | 和泉一織（増田俊樹） | 「ONE dream」 「Wonderful Octave」                                                                                          | ゲーム『アイドリッシュセブン』関連曲                                    |
| 1月30日  | 絶頂*エモーション                                                                            | B-PROJECT | 「絶頂*エモーション」 | テレビアニメ『B-PROJECT〜絶頂*エモーション〜』オープニングテーマ        |
| 1月30日  | 絶頂*エモーション                                                                            | B-PROJECT | 「光と影の時結ぶ」 | テレビアニメ『B-PROJECT〜絶頂*エモーション〜』エンディングテーマ        |
| 2月22日  | Tomorrow's Color                                                                             | 如月恋（増田俊樹） | 「Tomorrow's Color」 | キャラクターCD『ツキウタ。』関連曲                                      |
| 3月13日  | W'z《ウィズ》キャラクターソング・アルバム                                                    | ミドリ（増田俊樹）、セバ（武内駿輔） | 「éclat stupide」 | テレビアニメ『W'z《ウィズ》』関連曲                                     |
| 3月13日  | W'z《ウィズ》キャラクターソング・アルバム                                                    | ミドリ（増田俊樹） | 「éclat stupide（満寿田ムーブマン remix）」                                                                                 | テレビアニメ『W'z《ウィズ》』関連曲                                     |
| 3月29日  | 星屑インビテーション                                                                         | RGB-Trinity | 「星屑インビテーション」 「RGB」                                                                                            | キャラクターCD『キラボシチューン』関連曲                                |
| 4月24日  | アイ★チュウ BEST ALBUM チュウ盤                                                              | I♥B | 「Crew on Merry-Go-Round」                                                                                                  | ゲーム『アイ★チュウ』関連曲                                             |
| 6月21日  | 華Doll*1st season 〜Flowering〜1巻「Birth」                                                  | Anthos | 「BIRTH」 「Unknown」 | キャラクターCD『華Doll*』関連曲                                         |
| 6月26日  | B-PROJECT〜絶頂*エモーション〜 BD・DVD第4巻特典CD                                            | MooNs | 「光と影の時結ぶ」 | テレビアニメ『B-PROJECT〜絶頂*エモーション〜』エンディングテーマ        |
| 6月26日  | B-PROJECT〜絶頂*エモーション〜 BD・DVD第4巻特典CD                                            | MooNs | 「STARTIN' SHINY FANTASY」                                                                                                  | テレビアニメ『B-PROJECT〜絶頂*エモーション〜』挿入歌                    |
| 6月26日  | B-PROJECT〜絶頂*エモーション〜 BD・DVD第4巻特典CD                                            | キタコレ、MooNs | 「Unite Contrast」 | テレビアニメ『B-PROJECT〜絶頂*エモーション〜』挿入歌                    |
| 7月3日   | セカイ系バラエティ 僕声シーズン2 サウンドトラック                                            | BELLWETHER | 「無量大数」 | バラエティ番組『セカイ系バラエティ 僕声 シーズン2』関連曲               |
| 7月17日  | ACTORS 5th Anniversary Edition                                                               | 湯山靖隼（増田俊樹） | 「Fire◎Flower（リアレンジ）」                                                                                               | 『ACTORS』関連曲                                                        |
| 7月17日  | ディア♥ヴォーカリスト Evolve エントリーNo.1 レオード                                         | RE-O-DO（増田俊樹） | 「CHAMPION」 「9/10」 | 『ディア♥ヴォーカリスト』関連曲                                         |
| 7月24日  | カモンフェローズ！ チャンネル3 黒舟                                                          | 黒舟（増田俊樹） | 「ダルマさんとカルマさん」 「真夜中次第」                                                                                   | 『カモンフェローズ！』関連曲                                            |
| 8月14日  | Stars' Ensemble!                                                                             | 夢ノ咲ドリームスターズ | 「Stars' Ensemble!」 | テレビアニメ『あんさんぶるスターズ！』オープニングテーマ                |
| 8月28日  | B-PROJECT〜絶頂*エモーション〜 BD・DVD第6巻特典CD                                            | B-PROJECT | 「あえて言葉にするなら」 | テレビアニメ『B-PROJECT〜絶頂*エモーション〜』挿入歌                    |
| 8月28日  | あんさんぶるスターズ！ EDテーマ集 vol.1                                                      | UNDEAD | 「IMMORAL WORLD」 | テレビアニメ『あんさんぶるスターズ！』エンディングテーマ                |
| 10月11日 | 華Doll*1st season 〜Flowering〜2巻「Boxed」                                                  | Anthos | 「Juliet」 「Stay Away」 | キャラクターCD『華Doll*』関連曲                                         |
| 11月27日 | Dancing Dancing                                                                              | MooNs | 「Dancing Dancing」 「ココロの地図」                                                                                        | 『B-PROJECT』関連曲                                                     |
| 12月13日 | 華Doll*1st season 〜Flowering〜3巻「IDOLls」                                                 | Anthos | 「S.T.O.P」 「ChangeYourWorld」                                                                                             | キャラクターCD『華Doll*』関連曲                                         |
| 2020年   |                                                                                              | | |                                                                         |
| 1月8日   | Mr.AFFECTiON                                                                                 | IDOLiSH7 | 「Mr.AFFECTiON」 「ハツコイリズム」                                                                                         | ゲーム『アイドリッシュセブン』関連曲                                    |
| 1月31日  | RGB-Trinity VS 紅一天                                                                        | RGB-Trinity | 「HEART BANDIT」 | キャラクターCD『キラボシチューン』関連曲                                |
| 3月20日  | 華Doll*1st season 〜Flowering〜 4巻 Message                                                  | Anthos | 「Me Against Myself」 「Silent Message」                                                                                    | キャラクターCD『華Doll*』関連曲                                         |
| 3月25日  | LOVEグラフィティ                                                                             | KING OF PRISM ALL STARS | 「ドラマチックLOVE -ALLSTARS THANKS ver.-」                                                                                 | 劇場アニメ『KING OF PRISM ALL STARS -プリズムショー☆ベストテン-』関連曲 |
| 3月25日  | KING of CASTE〜Bird in the Cage〜                                                            | B-PROJECT | 「Who is the King?」 | ドラマCD『KING of CASTE〜Bird in the Cage〜』挿入歌                     |
| 3月25日  | KING of CASTE〜Bird in the Cage〜 鳳凰学園高校ver.                                           | 鳳凰学園高校 | 「Catharsis」 | ドラマCD『KING of CASTE〜Bird in the Cage〜』挿入歌                     |
| 3月25日  | ピタゴラスインフィニティソロベスト”M”(4+2+3=9)∞                                              | MARGINAL#4 | 「スパークリング」 | 『MARGINAL#4』関連曲                                                    |
| 5月20日  | ACTORS-Singing Contest Edition-sideB                                                         | 湯山靖隼（増田俊樹） | 「paranoia」 | キャラクターCD『ACTORS』関連曲                                          |
| 6月26日  | Paint It Black                                                                               | Six Gravity | 「Paint It Black」 | テレビアニメ『ツキウタ。 THE ANIMATION2』オープニングテーマ             |
| 6月26日  | 華Doll*1st season 〜Flowering〜 5巻 For...                                                   | Anthos | 「I know,Who I am」 「Antholic」                                                                                            | キャラクターCD『華Doll*』関連曲                                         |
| 8月26日  | DiSCOVER THE FUTURE                                                                          | IDOLiSH7 | 「DiSCOVER THE FUTURE」 | テレビアニメ『アイドリッシュセブン Second BEAT!』オープニングテーマ     |
| 8月26日  | DiSCOVER THE FUTURE                                                                          | IDOLiSH7 | 「Everyday Yeah!」 | テレビアニメ『アイドリッシュセブン Second BEAT!』関連曲                 |
| 8月26日  | BRAND NEW STARS!!                                                                            | ESオールスターズ | 「BRAND NEW STARS!!」 | ゲーム『あんさんぶるスターズ!!』主題歌                                  |
| 8月26日  | BRAND NEW STARS!!                                                                            | ESオールスターズ | 「Walk with your smile」 | ゲーム『あんさんぶるスターズ!!』関連曲                                  |
| 10月7日  | 刀剣乱舞-ONLINE- 歌曲集と物語 あなたと 私と                                                  | 加州清光（増田俊樹） | 「あなたと 私と」 | ゲーム『刀剣乱舞-ONLINE-』関連曲                                        |
| 10月7日  | 刀剣乱舞-ONLINE- 歌曲集と物語 あなたと 私と                                                  | 加州清光（増田俊樹）、歌仙兼定（石川界人）、陸奥守吉行（濱健人）、山姥切国広（前野智昭）、蜂須賀虎徹（興津和幸） | 「あなたと 私と」 | ゲーム『刀剣乱舞-ONLINE-』関連曲                                        |
| 12月2日  | Supernova                                                                                    | B-PROJECT | 「Supernova Explosion」 | 『B-PROJECT』関連曲                                                     |
| 12月2日  | Supernova 特務部第壱翼竜隊ver.                                                               | 特務部第壱翼竜隊 | 「創世Prelude」 | 『B-PROJECT』関連曲                                                     |
| 12月23日 | OUVERTURE                                                                                    | I♥B | 「ボクラノオト」 | ゲーム『アイ★チュウ Étoile Stage』関連曲                                |
| 12月23日 | ピタゴラスプロダクション 「ONE DREAM BEST」                                                  | W/C | 「Wake Upじゃまいか!?」 「Still Green」                                                                                     | 『MARGINAL#4』関連曲                                                    |
| 12月23日 | ピタゴラスプロダクション 「ONE DREAM BEST」                                                  | ピタゴラス★オールスター | 「FOOOOOOOOOLISH!!!」 | 『MARGINAL#4』関連曲                                                    |
| 2021年   |                                                                                              | | |                                                                         |
| 1月6日   | Non stop fallin' love                                                                        | MooNs | 「Non stop fallin' love」 「鏡のマスカレード」                                                                              | 『B-PROJECT』関連曲                                                     |
| 1月8日   | KING OF PRISM BEST ALBUM "Music Goes On!"                                                    | Over The Rainbow | 「虹色CROWN -Acoustic ver.-」 「athletic core -合体ロボ発進！ver.-」                                                        | ゲーム『KING OF PRISM プリズムラッシュ！LIVE』関連曲                    |
| 1月8日   | KING OF PRISM BEST ALBUM "Music Goes On!"                                                    | 速水ヒロ（前野智昭）、仁科カヅキ（増田俊樹） | 「"H"EART of "K"ING!!」 | ゲーム『KING OF PRISM プリズムラッシュ！LIVE』関連曲                    |
| 1月8日   | KING OF PRISM BEST ALBUM "Music Goes On!"                                                    | DJ.COO（森久保祥太郎）、仁科カヅキ（増田俊樹）、大和アレクサンダー（武内駿輔）、香賀美タイガ（畠中祐） | 「EZ DO DANCE -STREET BATTLE ver.-」                                                                                        | 『KING OF PRISM』シリーズ関連曲                                         |
| 1月8日   | KING OF PRISM BEST ALBUM "Music Goes On!"                                                    | Edel Rose Stars | 「BOY MEETS GIRL」 | 『KING OF PRISM』シリーズ関連曲                                         |
| 1月13日  | BEYOND THE SHiNE                                                                             | TRIGGER、IDOLiSH7 | 「激情」 | テレビアニメ『アイドリッシュセブン Second BEAT!』挿入歌                 |
| 1月15日  | 華Doll*Anthos*〜The Way I Am〜HARUTA                                                         | 清瀬陽汰（増田俊樹） | 「太陽が眠ってる時間に」 | キャラクターCD『華Doll*』関連曲                                         |
| 1月27日  | ディア♥ヴォーカリスト Raving Beats!!! LUMIERE                                                | RE-O-DO（増田俊樹） | 「Dilemma」 「Sunshine of My Shoulder」 「兆し」                                                                            | 『ディア♥ヴォーカリスト』関連曲                                         |
| 2月24日  | あんさんぶるスターズ!! ESアイドルソング season1 UNDEAD                                       | UNDEAD | 「Nightless World」 「BRAND NEW STARS!!」                                                                                   | ゲーム『あんさんぶるスターズ!!』関連曲                                  |
| 2月24日  | 一番星                                                                                       | アイチュウ | 「一番星の歌〜未来のレジェンド伝説〜」                                                                                      | テレビアニメ『アイ★チュウ』オープニングテーマ                           |
| 3月26日  | 華Doll*2nd season INCOMPLICA:IU〜Meet〜                                                      | Anthos* | 「Flash Point」 「Shine On」                                                                                                | キャラクターCD『華Doll*』関連曲                                         |
| 4月7日   | アイドリッシュセブン Collection Album vol.2                                                  | Re:vale、IDOLiSH7 | 「Happy Days Creation!」 | ゲーム『アイドリッシュセブン』関連曲                                    |
| 4月7日   | アイドリッシュセブン Collection Album vol.2                                                  | 和泉一織（増田俊樹）、七瀬陸（小野賢章） | 「解決ミステリー」 | ゲーム『アイドリッシュセブン』関連曲                                    |
| 5月26日  | ファビュラスナイト Host-Song Reservation -Gold- クロノスタシス                               | ギルガメッシュ（大塚剛央）、アルジャーノン（蒼井翔太）、カール（佐々木喜英）、ソル（増田俊樹） | 「Mythology feat. CLUB ChronoStasis」 「シャンパンコール 〜クロノスタシス篇〜」                                             | 『ファビュラスナイト』関連曲                                            |
| 6月23日  | FUSIONIC STARS!!                                                                             | ESオールスターズ | 「FUSIONIC STARS!!」 | ゲーム『あんさんぶるスターズ!!』関連曲                                  |
| 6月23日  | FUSIONIC STARS!!                                                                             | フラタニティ | 「エンドレスヴィーデ」 | ゲーム『あんさんぶるスターズ!!』関連曲                                  |
| 6月25日  | ツキウタ。 THE ANIMATION2 BD・DVD第4巻特典CD                                                 | 如月恋（増田俊樹） | 「コイバナ」 | テレビアニメ『ツキウタ。 THE ANIMATION2』エンディングテーマ             |
| 7月28日  | 美少年探偵団 BD・DVD第1巻特典CD                                                              | 美少年探偵団 | 「Beautiful Reasoning」 | テレビアニメ『美少年探偵団』エンディングテーマ                          |
| 8月4日   | THE POLiCY                                                                                   | IDOLiSH7 | 「THE POLiCY」 | テレビアニメ『アイドリッシュセブン Third BEAT!』オープニングテーマ      |
| 8月4日   | THE POLiCY                                                                                   | IDOLiSH7 | 「NAGISA Night Temperature」                                                                                                | テレビアニメ『アイドリッシュセブン Third BEAT!』関連曲                  |
| 8月25日  | 美少年探偵団 BD・DVD第2巻特典CD                                                              | 美少年探偵団 | 「Welcoming Days」 | テレビアニメ『美少年探偵団』エンディングテーマ                          |
| 10月1日  | 華Doll*2nd season INCOMPLICA:I/F〜es〜                                                       | Anthos* | 「Lay it down」 「Paradiso」                                                                                                | キャラクターCD『華Doll*』関連曲                                         |
| 10月4日  | Blast it! -Short Ver.-                                                                       | RE-O-DO（増田俊樹）、JOSHUA（島﨑信長）、JUDAH（斉藤壮馬）、2(YOU)（花江夏樹）、MOMOCHI（豊永利行）、A'（木村良平） | 「Blast it! -Short Ver.-」                                                                                                  | 『ディア♥ヴォーカリスト』関連曲                                         |
| 10月6日  | 残酷シャングリラ/BLOODY KISS/玉座のGEMINI                                                    | ECLIPSE | 「玉座のGEMINI」 | テレビアニメ『ヴィジュアルプリズン』挿入歌                              |
| 10月6日  | 6つのカケラ                                                                                  | 折川悠李（仲村宗悟）、峰岸忍（増田俊樹）、加賀谷晴輝（古川慎）、四ノ森明希人（西山宏太朗）、郡司薫（斉藤壮馬）、佐山正宗（江口拓也） | 「6つのカケラ」 | ボイスドラマ『メゾン ハンダース』主題歌                                 |
| 10月27日 | 流星*ファンタジア                                                                            | B-PROJECT | 「流星*ファンタジア」 「Blue period」 「Seize your light」                                                                  | ゲーム『B-PROJECT 流星*ファンタジア』主題歌                             |
| 11月17日 | B with U ダイコクver.                                                                        | MooNs | 「Look At Me」 | 『B-PROJECT』関連曲                                                     |
| 11月17日 | B with U ダイコクver.                                                                        | THRIVE、MooNs | 「Love Union」 | 『B-PROJECT』関連曲                                                     |
| 11月26日 | 華Doll* -Flowering- THE BEST                                                                 | Anthos* | 「Infraction」 | キャラクターCD『華Doll*』関連曲                                         |
| 12月9日  | あんさんぶるスターズ!! FUSION UNIT SERIES 05 UNDEAD × 紅月                                   | UNDEAD、紅月 | 「PERFECTLY-IMPERFECT」 | ゲーム『あんさんぶるスターズ!!』関連曲                                  |
| 12月9日  | あんさんぶるスターズ!! FUSION UNIT SERIES 05 UNDEAD × 紅月                                   | UNDEAD | 「FUSIONIC STARS!!」 | ゲーム『あんさんぶるスターズ!!』関連曲                                  |
| 12月15日 | ヴィジュアルプリズン BD・DVD第1巻特典CD                                                      | ECLIPSE | 「ギルティ†クロス」 | テレビアニメ『ヴィジュアルプリズン』挿入歌                              |
| 12月24日 | ツキウタ。 THE ANIMATION2 BD・DVD第7巻特典CD                                                 | Six Gravity、Procellarum | 「月ノ詩。」 | テレビアニメ『ツキウタ。 THE ANIMATION2』エンディングテーマ             |
| 2022年   |                                                                                              | | |                                                                         |
| 1月12日  | Opus                                                                                         | IDOLiSH7 | 「Boys & Girls」 「Everything is up to us」                                                                                 | ゲーム『アイドリッシュセブン』関連曲                                    |
| 1月19日  | あんさんぶるスターズ!! ESアイドルソング season2 UNDEAD                                       | UNDEAD | 「FORBIDDEN RAIN」 「Savage Love Affair」                                                                                   | ゲーム『あんさんぶるスターズ!!』関連曲                                  |
| 2月9日   | あんさんぶるスターズ!! シャッフルユニットソングコレクション vol.02                           | La Mort [朔間零（増田俊樹）、朔間凛月（山下大輝）、桜河こはく（海渡翼）、乱凪砂（諏訪部順一）、礼瀬マヨイ（重松千晴）] | 「Noir Neige」 | ゲーム『あんさんぶるスターズ!!』関連曲                                  |
| 2月23日  | アイ★チュウ Étoile Stage NOCTURNE                                                            | I♥B | 「アンダンテ」 | ゲーム『アイ★チュウ Étoile Stage』関連曲                                |
| 2月23日  | ヴィジュアルプリズン BD・DVD第3巻特典CD                                                      | ディミトリ・ロマネ（増田俊樹） | 「Divine Love」 | テレビアニメ『ヴィジュアルプリズン』挿入歌                              |
| 2月23日  | 六色/デッドヒートストーリー                                                                  | 折川悠李（仲村宗悟）、峰岸忍（増田俊樹）、加賀谷晴輝（古川慎）、四ノ森明希人（西山宏太朗）、郡司薫（斉藤壮馬）、佐山正宗（江口拓也） | 「六色」 | ボイスドラマ『メゾン ハンダース』主題歌                                 |
| 2月23日  | FT4                                                                                          | Full Throttle4 | 「WELCOME SICKS」 | 『告白実行委員会〜アイドルシリーズ〜』関連曲                            |
| 3月9日   | Faith                                                                                        | 孫一（佐藤大樹）、織田三郎信長（増田俊樹）、ルシオ（佐藤流司） | 「Faith」 | テレビアニメ『錆色のアーマ-黎明-』オープニングテーマ                    |
| 3月23日  | ANGELIST/SACRIFICE/ROYAL CROWN                                                               | ECLIPSE | 「ROYAL CROWN」 | テレビアニメ『ヴィジュアルプリズン』挿入歌                              |
| 4月15日  | 華Doll*2nd season INCOMPLICA:IT〜ICON〜                                                      | Anthos* | 「Umbilical Lover」 「The Place of Fate」                                                                                   | キャラクターCD『華Doll*』関連曲                                         |
| 5月25日  | 特『刀剣乱舞-花丸-』〜雪ノ巻〜 歌詠集                                                        | 大和守安定（市来光弘）、加州清光（増田俊樹）、巴形薙刀（野島裕史）、毛利藤四郎（高城元気）、大般若長光（三木眞一郎）、南泉一文字（河西健吾）、山姥切長義（高梨謙吾）、白山吉光（下野紘）、小竜景光（立花慎之介）、静形薙刀（阿座上洋平）、肥前忠広（小松昌平）、南海太郎朝尊（野島健児） | 「花丸便りの舞う頃に」 | 劇場アニメ『特 刀剣乱舞-花丸-』〜雪ノ巻〜 オープニングテーマ            |
| 5月25日  | ディア♥ヴォーカリスト Unlimited ENTRY No.1 LUMIERE                                           | RE-O-DO（増田俊樹） | 「PP（Pole Position）」 「片翼」                                                                                            | 『ディア♥ヴォーカリスト』関連曲                                         |
| 5月25日  | マロウブルー                                                                                 | IDOLiSH7 | 「マロウブルー」 「Because Now‼︎」                                                                                           | ゲーム『アイドリッシュセブン』関連曲                                    |
| 12月21日 | ポプテピピック ALL TIME BEST 3                                                               | ポプ子（畠中祐）、ピピ美（増田俊樹） | 「POPメモリーズとぅYOU♪」                                                                                                   | テレビアニメ『ポプテピピック TVアニメーション作品第二シリーズ』挿入歌   |
| 2024年   |                                                                                              | | |                                                                         |
| 6月26日  | Stars' Ensemble!                                                                             | 夢ノ咲ドリームスターズ | 「Stars' Ensemble!」 | ゲーム『あんさんぶるスターズ!!』関連曲                                  |
| 6月26日  | BRAND NEW STARS!!                                                                            | ESオールスターズ | 「BRAND NEW STARS!!」 「Walk with your smile」                                                                              | ゲーム『あんさんぶるスターズ!!』関連曲                                  |
| 6月26日  | FUSIONIC STARS!!                                                                             | ESオールスターズ | 「FUSIONIC STARS!!」 | ゲーム『あんさんぶるスターズ!!』関連曲                                  |
| 2025年   |                                                                                              | | |                                                                         |
| 6月23日  | 『鳴潮』1st Anniversary Fes. 記念テーマ曲                                                    | 漂泊者・男（増田俊樹）、漂泊者・女（田中美海） | 「潮騒レゾナンス」 | ゲーム『鳴潮』関連曲                                                    |

### その他参加作品
| 発売日        | 商品名                                                            | 歌 | 楽曲                                                | 備考 |
| ------------- | ----------------------------------------------------------------- | --- | --------------------------------------------------- | ---- |
| 2019年9月25日 | Disney 声の王子様 Voice Stars Dream Selection II                  | 増田俊樹 | 「生まれてはじめて」                                |      |
| 2019年9月25日 | Disney 声の王子様 Voice Stars Dream Selection II                  | 浅沼晋太郎、天﨑滉平、荒牧慶彦、小澤廉、木村昴、高野洸、立花慎之介、橋本祥平、古川慎、増田俊樹、八代拓、山谷祥生 | 「みんなスター！」                                  |      |
| 2019年9月25日 | Disney 声の王子様 Voice Stars Dream Selection II アニメイト特典CD | 増田俊樹 | 「みんなスター！」                                  |      |
| 2021年3月26日 | Disney 声の王子様 Voice Stars Dream Live 2020 特典CD              | 浅沼晋太郎、橋本祥平、増田俊樹、山谷祥生                                                                         | 「夢はひそかに」                                    |      |
| 2021年3月26日 | Disney 声の王子様 Voice Stars Dream Live 2020 特典CD              | 浅沼晋太郎、天﨑滉平、荒牧慶彦、木村昴、高野洸、立花慎之介、橋本祥平、古川慎、増田俊樹、八代拓、山谷祥生         | 「ずっとかわらないもの」 「ミッキーマウス・マーチ」 |      |
| 2021年3月26日 | Disney 声の王子様 Voice Stars Dream Live 2020 アニメイト特典CD    | 増田俊樹 | 「ミッキーマウス・マーチ」                          |      |

## 書籍

### 写真集
- 増田俊樹 1st写真集「Clear mind」（2009年、スタジオワープ）
- 増田俊樹写真集「着せかえ彼氏」（2011年、東京ニュース通信社）
- 声優・増田俊樹フォトブック「another STORY」（2018年、KADOKAWA/角川マガジンズ）
- 増田俊樹パーソナルBOOK 「まるごと遊々自適」（2019年、徳間書店）
  - 増田俊樹パーソナルBOOK 「まるごと遊々自適2」（2022年、徳間書店）
- 増田俊樹写真集「Re」（2020年、東京ニュース通信社）[427]

### 雑誌連載
- 『ボイスアニメージュ』「増田俊樹の遊々自適」（2016年 - 2021年）
- 『レタスクラブ』「増田俊樹の君に聞かせるSTORY」（2017年 - 2018年）

### その他
- 「アンビシャス NO.6」（2009年、スタジオワープ）
- イケメン×コスプレビジュアルブック「ULTIMATE PLAYER」（2010年、学研パブリッシング）